# Transformación del Imperio otomano

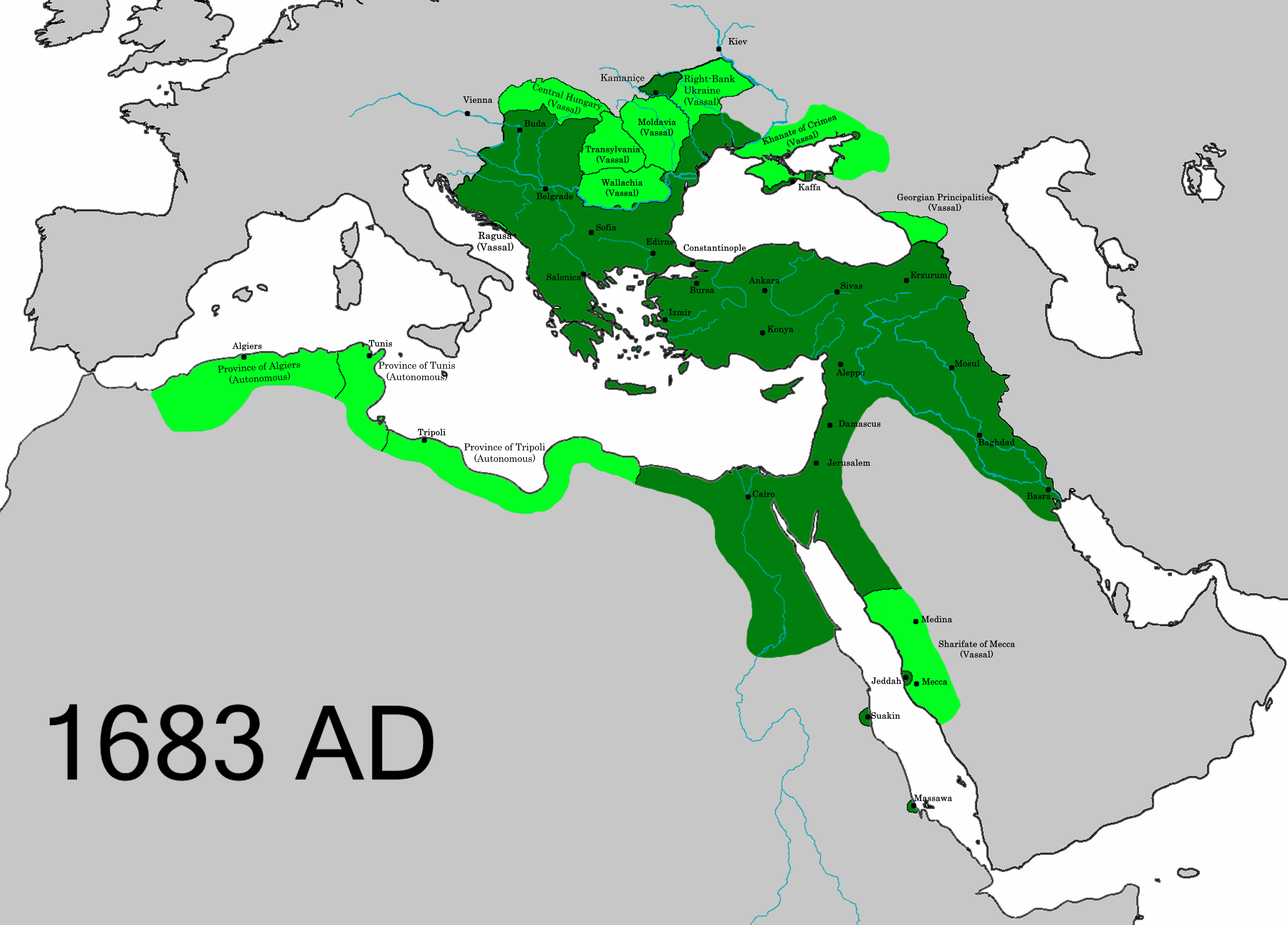
El Imperio otomano en 1683, en la cima de su expansión territorial.

La Transformación del Imperio Otomano, también conocida como la Era de la Transformación , constituye un periodo de la historia del Imperio otomano desde c. 1550 hasta c. 1700, abarcando aproximadamente desde el final del reinado de Solimán el Magnífico hasta el Tratado de Karlowitz al final de la Guerra de la Santa Liga. Este período se caracterizó por numerosos y dramáticos cambios políticos, sociales y económicos, que dieron lugar a que el imperio pasara de ser un estado expansionista, patrimonial a un imperio burocrático basado en una ideología de defensa de la justicia y de actuación como protector del Islam suní. Estos cambios fueron provocados en parte por una serie de crisis políticas y económicas a finales del siglo XVI y principios del siglo XVII, resultante de la inflación, la guerra y el faccionalismo político. Sin embargo, a pesar de estas crisis el imperio se mantuvo fuerte tanto política como económicamente, y siguió adaptándose a los retos de un mundo cambiante. El siglo XVII se caracterizó en su día como una período de declive para los otomanos, pero desde la década de 1980 los historiadores del Imperio otomano han rechazado cada vez más esa caracterización, identificándolo en cambio como un período de crisis, adaptación y transformación.
En la segunda mitad del siglo XVI, el imperio se vio sometido a una creciente presión económica debido al aumento de la inflación, que entonces afectaba tanto a Europa como a Oriente Medio. La presión demográfica en Anatolia contribuyó a la formación de bandas de bandidos, que en la década de 1590 se unieron bajo los señores de la guerra locales para lanzar una serie de conflictos conocidos como las rebeliones Celali. La insolvencia fiscal otomana y las rebeliones locales, junto con la necesidad de competir militarmente con sus rivales imperiales, el Habsburgo y los safávidas, crearon una grave crisis. Los otomanos transformaron así muchas de las instituciones que habían definido previamente el imperio, desestructurando gradualmente el Timar para levantar modernos ejércitos de mosqueteros, y cuadruplicando el tamaño de la burocracia para facilitar una recaudación más eficiente de los ingresos. En Estambul, los cambios en la naturaleza de la política dinástica condujeron al abandono de la tradición otomana del fratricidio real, y a un sistema gubernamental que dependía mucho menos de la autoridad personal del sultán. Otras figuras llegaron a desempeñar papeles más importantes en el gobierno, en particular las mujeres del harén imperial, por lo que gran parte de este periodo se denomina a menudo el Sultanato de las mujeres.
La naturaleza cambiante de la autoridad sultánica condujo a varias convulsiones políticas durante el siglo XVII, ya que los gobernantes y las facciones políticas lucharon por el control del gobierno imperial. En 1622, el sultán Osman II fue derrocado en un levantamiento de los jenízaros. Su posterior regicidio fue sancionado por el principal funcionario judicial del imperio, lo que demostró una menor importancia del sultán en la política otomana. No obstante, la primacía de la dinastía otomana en su conjunto nunca fue puesta en duda. De los sultanes del siglo XVII, Mehmed IV fue el que más tiempo reinó, ocupando el trono durante 39 años, de 1648 a 1687. El imperio experimentó un largo periodo de estabilidad bajo su reinado, encabezado por la familia Köprülü de gran visir de mentalidad reformista. Esto coincidió con un período de renovadas conquistas en Europa, conquistas que culminaron en la desastrosa asedio de Viena en 1683 y la caída en desgracia de la familia Köprülü. Tras la batalla se reunió una coalición de potencias cristianas para combatir a los otomanos, lo que provocó la caída de la Hungría otomana y su anexión por los Habsburgo austriacos durante la Guerra de la Santa Liga (1683-99). La guerra provocó otra crisis política y llevó a los otomanos a realizar nuevas reformas administrativas. Estas reformas acabaron con el problema de la insolvencia financiera e hicieron que la transformación de un estado patrimonial a uno burocrático fuera permanente.

## Territorio
En comparación con períodos anteriores de la historia otomana, el territorio del imperio se mantuvo relativamente estable, extendiéndose desde Argelia en el oeste hasta Irak en el este, y desde Arabia en el sur hasta Hungría en el norte. El ritmo de expansión se redujo durante la segunda mitad del reinado de Solimán el Magnífico (1520-1566), ya que los otomanos trataron de consolidar las vastas conquistas llevadas a cabo entre 1514 y 1541, Tras firmar la paz con Austria en 1568, los otomanos iniciaron la una nueva guerra contra la República de Venecia, conquistando Chipre y la mayor parte de Dalmacia. Una campaña naval condujo a la captura de Túnez a los españoles en 1574, y se firmó una tregua en 1580.
Posteriormente, los otomanos reanudaron la guerra con los safávidas en la Guerra otomano-safávida (1578-1590), conquistando Georgia, Azerbaiyán y el oeste de Irán. En 1593, un incidente fronterizo provocó la reanudación de la guerra con la Austria de los Habsburgo en la Guerra Larga (1593-1606), en la que ninguno de los dos bandos pudo lograr una victoria decisiva. Los otomanos mantuvieron brevemente Győr (Yanık, 1594-8), pero perdieron el control de Novigrad (1594), exponiendo a Buda a ataques desde el norte. Al final de la guerra, los otomanos habían conquistado las fortalezas estratégicas de Eger (Eğri, 1596) y Nagykanizsa (Kanije, 1600). Los safávidas aprovecharon la distracción otomana en el oeste para revertir todas sus recientes ganancias en el este en la Guerra otomano-safávida (1603-1618). Tras la agitación del regicidio de Osman II, los safávidas también se apoderaron de Bagdad y gran parte de Irak en 1623, manteniéndola hasta 1638, tras lo cual se restableció la frontera de la Paz de Amasya de 1555. Mientras estaban ocupados con las guerras safávidas, una revuelta de los Zaydi Shi'ites locales de Yemen obligó finalmente a los otomanos a abandonar esa provincia en 1636. La provincia de Lahsa en el este de Arabia también sufrió una rebelión perpetua y una resistencia tribal al dominio otomano, y fue abandonada en 1670.
A partir de 1645, los otomanos estaban preocupados por la difícil conquista de Creta a la República de Venecia. La isla fue rápidamente invadida, pero la superioridad naval veneciana permitió que la fortaleza de Candia (la moderna Heraklion) resistir durante décadas. La expansión sostenida en Europa se reanudó en la segunda mitad del siglo XVII, bajo la égida de los famosos Köprülü grandes visires. El rebelde principado vasallo del Transilvania fue sometido con las conquistas de Ineu (Yanova, 1658) y Oradea (Varad, 1660). La Guerra con los Habsburgo en 1663-64 llevó a la recuperación de Novigrad y a la conquista de Nové Zámky (Uyvar, 1663). La conquista de Creta se completó finalmente en 1669 con la caída de Candia. Ese mismo año, los otomanos aceptaron la oferta del estado cosaco de Ucrania de la Margen Derecha de convertirse en vasallo otomano a cambio de protección frente a la Mancomunidad Polaco-Lituana y Rusia. Esto condujo a la guerra de 1672-76, ya que los otomanos conquistaron Podolia (Kamaniçe) de la Mancomunidad, y a la guerra con Rusia en 1676-81, en la que las guarniciones rusas fueron desalojadas de las tierras cosacas. El dominio otomano en Europa alcanzó su máxima extensión en 1682, cuando el líder rebelde húngaro antihabsburgo Imre Thököly juró lealtad al Imperio otomano, aceptando el título de "Rey de Hungría Media" (en turco otomano: Orta Macar). Al igual que la vasallización de la Ucrania de la margen derecha había conducido a la campaña de Kamaniçe, la vasallización de Imre Thököly condujo directamente a la campaña de Viena de 1683.
Tras el infructuoso asedio de Viena en 1683, las fuerzas de la coalición de la Liga Santa comenzaron a expulsar a los otomanos de Hungría, habiendo caído la mayor parte del país en 1688. En el Tratado de Karlowitz los otomanos aceptaron esta pérdida así como la devolución de Podolia a la Mancomunidad. Mientras Creta permanecía en manos otomanas, Morea fue cedida a Venecia junto con la mayor parte de Dalmacia. Este fue el primer caso importante de retirada territorial otomana en Europa, y provocó la adopción de una política militar defensiva a lo largo del río Danubio durante el siglo XVIII.

Evolución territorial otomana durante la Era de la Transformación
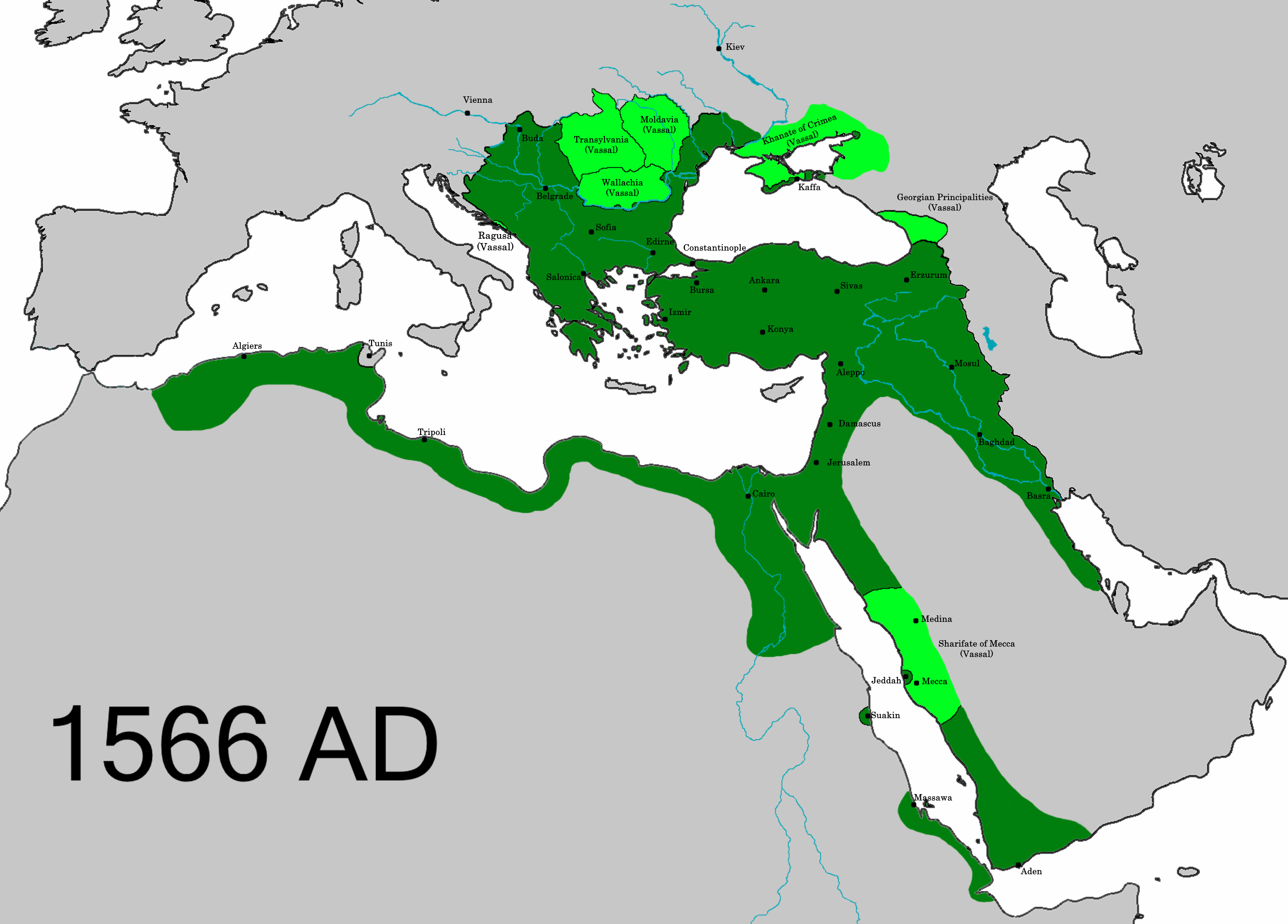
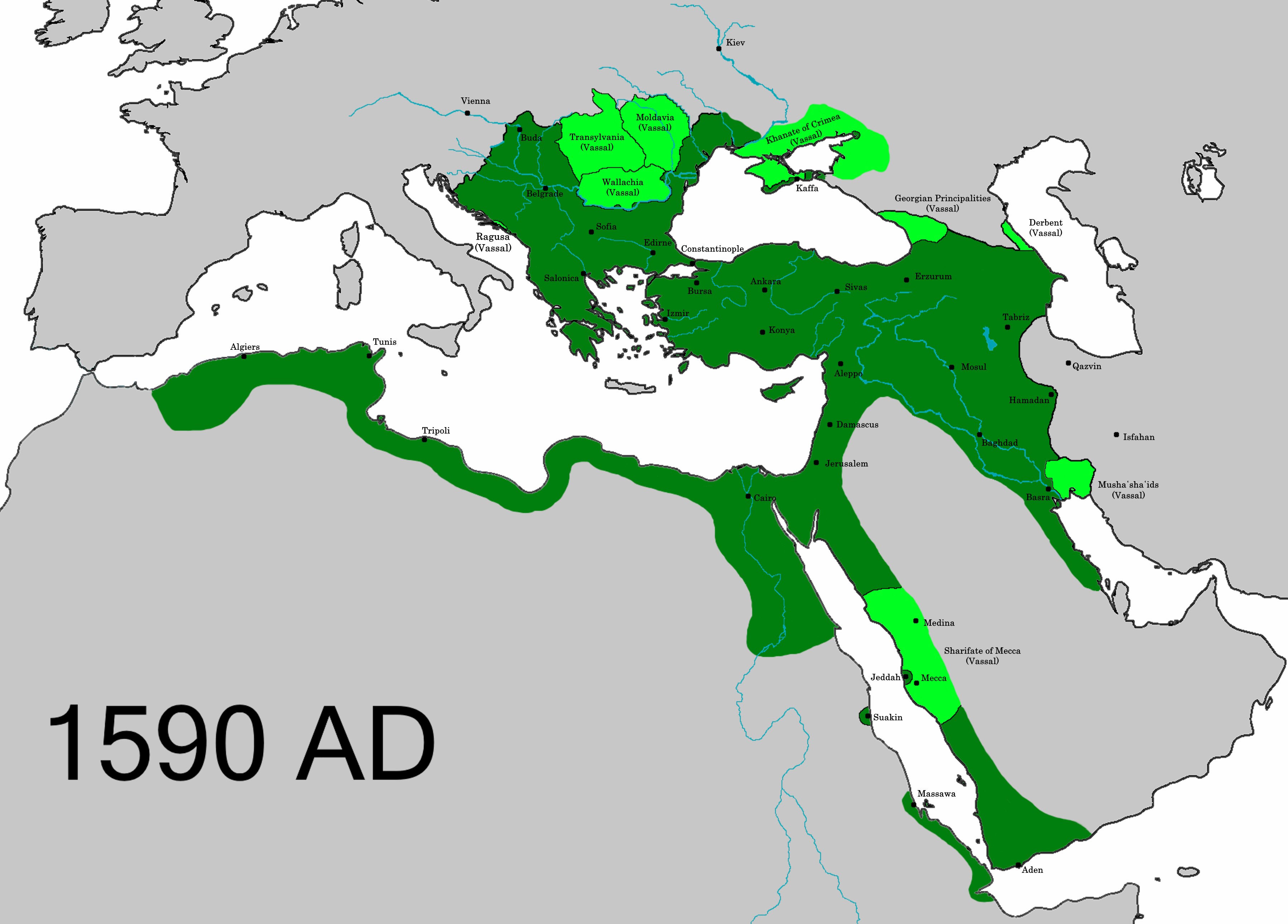
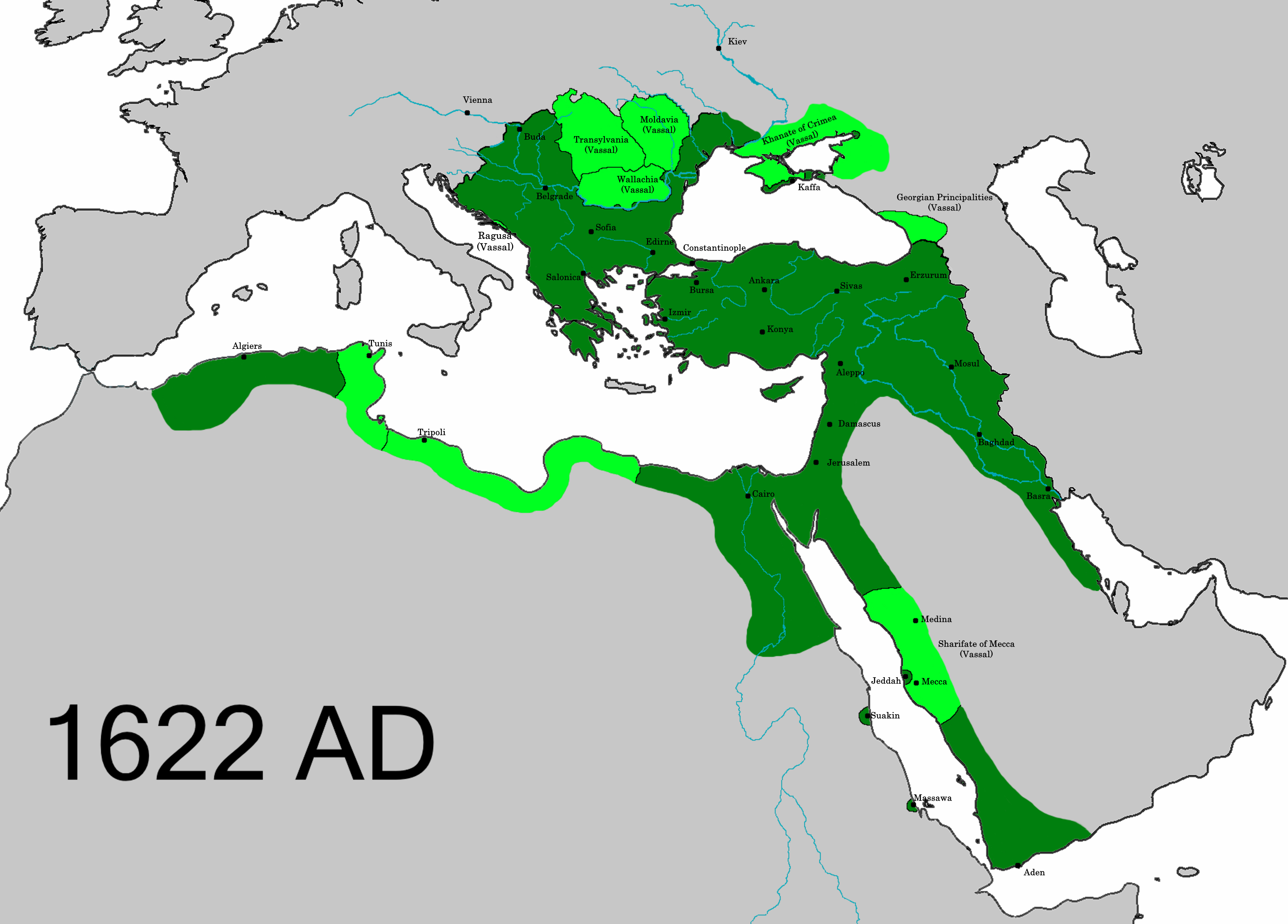
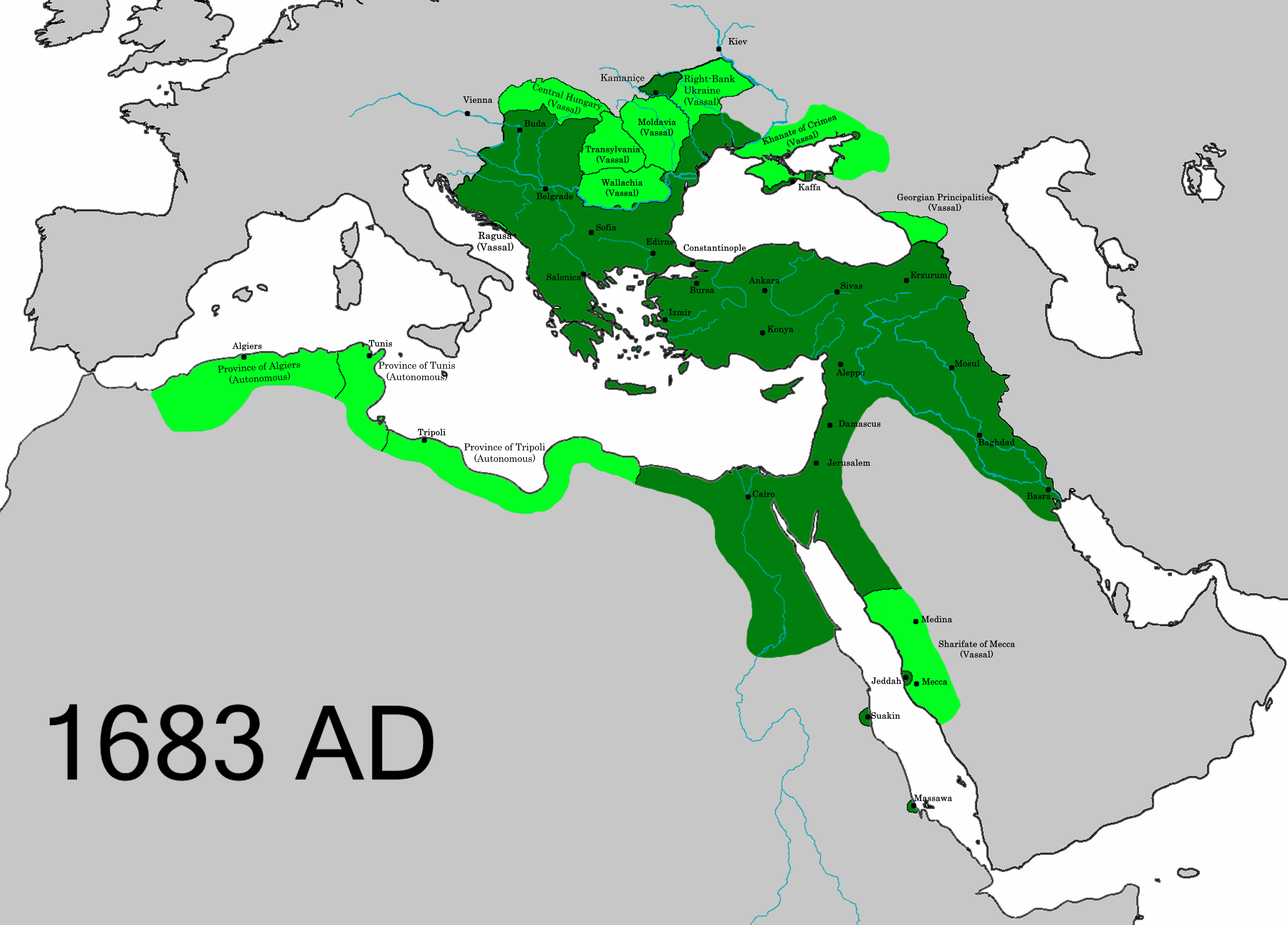
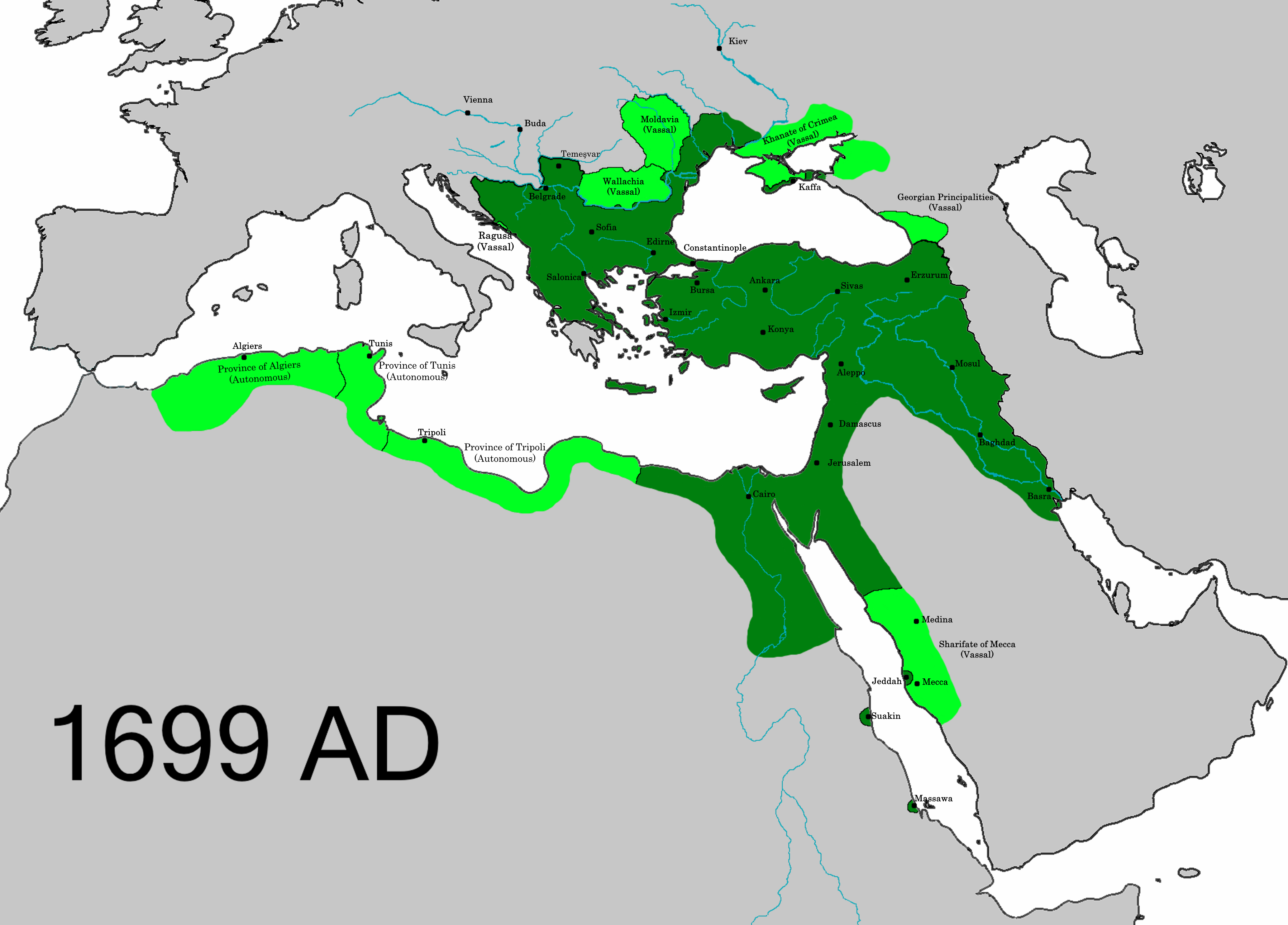

### Estados sometidos
Además del territorio bajo administración imperial directa, el Imperio otomano también poseía diversos grados de soberanía sobre sus numerosos estados vasallos. La relación de cada estado vasallo con el imperio era única, pero normalmente implicaba el pago de un tributo, una contribución militar o ambas cosas. Entre estos vasallos se encontraban los Principados Danubianos de Valaquia y Moldavia, el Janato de Crimea, el Principado de Transilvania, la República de Ragusa, varios principados de Georgia y Caucasia, y, en la segunda mitad del siglo XVII, el estado cosaco de la Ucrania del Margen Derecho y el territorio gobernado por Imre Thököly, conocido como Hungría media. Los jerifes de La Meca, en el oeste de Arabia, también estaban sometidos a los otomanos, pero no pagaban tributo ni ofrecían fuerzas militares. En ocasiones, el imperio también recibió tributos de la República de Venecia, de la Austria de los Habsburgo, de Polonia-Lituania y del Zarato de Rusia, lo que les convertía en vasallos del Imperio otomano en teoría, si no en la práctica. El territorio del imperio también incluía muchas regiones más pequeñas y a menudo geográficamente aisladas en las que la autoridad del estado era débil, y los grupos locales podían ejercer grados significativos de autonomía o incluso independencia de facto. Algunos ejemplos son las tierras altas de Yemen, la zona del Monte Líbano, las regiones montañosas de los Balcanes como Montenegro, y gran parte del Kurdistán, donde las dinastías preotomanas seguían gobernando bajo la autoridad otomana.

## Demografía
Debido a la escasez de registros y a la tendencia a registrar el número de hogares en lugar de individuos en las encuestas fiscales, es muy difícil determinar con exactitud el nivel de población en el Imperio otomano. Por ello, más que cifras definitivas, los historiadores son más propensos a mostrar las tendencias de aumento y disminución de la población de una región a otra. Se sabe que los Balcanes y Anatolia, al igual que Europa, experimentaron un rápido aumento de la población en el transcurso del siglo XVI, incrementándose aproximadamente en un 60% en el periodo 1520-1580. Este crecimiento provocó una presión demográfica en Anatolia, ya que la tierra no podía mantener adecuadamente a la población campesina. Muchos campesinos sin tierra se dedicaron al bandolerismo como forma de ganarse la vida, o fueron reclutados en los ejércitos de los rebeldes itinerantes Celali. El control de las actividades de los bandidos se convirtió en una importante cuestión política para los otomanos, ya que las incursiones de los bandidos no hacían sino empeorar la situación agrícola en Anatolia. Un método de control consistía en reclutarlos en el ejército otomano como mosqueteros, conocidos como sekban y sarıca. También se ensayaron otros métodos, como el envío de un equipo de inspección en 1659, que confiscó 80 000 armas de fuego de forma ilegal. Tras el espectacular crecimiento demográfico del siglo XVI, la población del siglo XVII se mantuvo mayoritariamente estable y en algunas regiones incluso disminuyó, de nuevo de forma relativamente coherente con las tendencias generales europeas.
La principal ciudad del imperio era Kostantiniyye (la actual Estambul), con una población de más de 250 000 habitantes a mediados del siglo XVI. Otras estimaciones la sitúan incluso por encima, entre 500 000 y un millón de habitantes. La segunda ciudad en tamaño era El Cairo, con aproximadamente 400 000 habitantes en el año 1660. La mayoría de los demás centros urbanos importantes ni siquiera se acercaban a este tamaño. Esmirna pasó de ser una pequeña ciudad a convertirse en un importante centro de comercio internacional, con 90 000 habitantes a mediados del siglo XVII, mientras que la ciudad siria de Alepo también creció de aproximadamente 46 000 en 1580 a 115 000 un siglo después. Bursa, la principal ciudad del noroeste de Anatolia y un importante centro de producción de tejidos de seda, tenía una población que oscilaba entre los 20 000 y los 40 000 habitantes a lo largo del siglo XVII. La expansión urbana no fue universal. A principios del siglo XVII, muchas de las ciudades y pueblos del interior de Anatolia y de la costa del mar Negro sufrieron los asaltos y el bandolerismo de las rebeliones celalíes y las incursiones de los cosacos, como Ankara, Tokat y Sinop.
En la Europa otomana, este periodo fue testigo de un importante cambio en la demografía religiosa. Muchas de las ciudades y pueblos de los Balcanes y Hungría pasaron a ser mayoritariamente musulmanas, incluida Buda, la antigua capital del Reino de Hungría. En la campiña balcánica la tasa de conversión al islam aumentó gradualmente hasta alcanzar un pico a finales del siglo XVII, afectando especialmente a regiones como Albania y el este de Bulgaria.

## Economía
Quizás la transformación económica más significativa de este periodo fue la monetización de la economía y la posterior transformación del Sistema Timar feudal. En el transcurso del siglo XVI, la moneda pasó a desempeñar un papel mucho más importante en la economía rural otomana, y el pago de impuestos en metálico pasó a sustituir a los pagos en especie. A medida que la población otomana se expandía, el volumen del comercio crecía y aparecían nuevos mercados regionales en todo el imperio. El sistema timar, que había sido diseñado para aprovechar la menor escala de la economía en los siglos anteriores, quedó así obsoleto. Los feudos de Timar, que antes se utilizaban para apoyar a las fuerzas de caballería provinciales, fueron confiscados cada vez más por el gobierno central para servir a otros fines, un proceso que se ha descrito como "modernización".

### Presupuesto
|                                   | Monto (millones de akçe) | %     |
| Salarios permanentes del ejército | 217.4                    | 35.5% |
| Gastos de palacio                 | 189.2                    | 31%   |
| Misc. gastos militares            | 125.5                    | 20.5% |
| Arsenal naval                     | 41.3                     | 6.7%  |
| Proyectos de construcción         | ~12                      | ~2%   |
| Gastos del Hajj                   | 3.5                      | 0.6%  |
| Misc.                             | ~23.4                    | ~3.7% |
| Gastos totales                    | 612.3                    | 100%  |
| Ingresos                          | 567.6                    | -     |
| Balance                           | −44.7                    | −7.3% |

Al final de cada año, el gobierno otomano elaboraba un balance general en el que se reflejaban sus ingresos y gastos, lo que ofrecía a los historiadores una ventana a través de la cual ver sus finanzas. Los ingresos del gobierno otomano pasaron de 183 millones de akçe en 1560 a 581 millones en 1660, un aumento del 217%. Sin embargo, este crecimiento no siguió el ritmo de la inflación y, en consecuencia, los otomanos experimentaron déficits presupuestarios a lo largo de la mayor parte del siglo XVII, en una media del 14%, pero con márgenes mucho más amplios en tiempos de guerra. La provincia del Egipto desempeñaba un papel importante para compensar la diferencia. Cada año, después de cubrir los gastos locales, esa provincia entregaba su excedente de ingresos directamente a Estambul. Egipto era especialmente rico, y aportaba aproximadamente 72 millones de akçe anuales, lo que permitía al gobierno central cumplir con sus obligaciones financieras. A finales del siglo XVII, y en gran parte como resultado de las reformas llevadas a cabo durante la Guerra de la Santa Liga, los ingresos del gobierno central habían crecido hasta los mil millones de akçe, y continuaron creciendo a un ritmo aún más dramático durante el período siguiente, superando ahora con creces la inflación.

### Monetización
La monetización de la economía coincidió con la Revolución de los precios, un período de inflación que afectó tanto a Europa como a Oriente Medio durante el siglo XVI. Como resultado, el valor de la principal moneda de plata otomana (akçe) se volvió inestable, sobre todo después de una grave devaluación en 1585. La inestabilidad de la moneda duró hasta mediados del siglo XVII y llevó a algunas regiones del imperio a importar monedas europeas falsas para su uso cotidiano. Esta situación se controló en la década de 1690, cuando el imperio llevó a cabo profundas reformas monetarias y emitió una nueva moneda de plata y cobre.

### Comercio
El Cairo, como importante centro de distribución del comercio del Mar Rojo, se benefició de la aparición del café yemení como un producto comercial importante. A finales del siglo XVI, las cafeterías habían surgido en las ciudades y pueblos de todo el imperio, y la bebida se convirtió en un elemento importante de consumo público. A finales del siglo XVII se importaban anualmente en El Cairo entre 4 y 5 toneladas de café, gran parte del cual se exportaba al resto del imperio.
El comercio a lo largo de las rutas marítimas del Mar Negro se vio gravemente perturbado desde finales del siglo XVI por la amplia actividad de asalto de los cosacos zaporozhianos, que atacaban las ciudades a lo largo de las costas de Anatolia y Bulgaria, e incluso establecían bases en la desembocadura del Danubio para saquear su navegación. Asimismo, los buques mercantes en el mar se convertían con frecuencia en objetivo de los cosacos. Tras el estallido de la Rebelión de Jmelnytsky en 1648 la actividad de los cosacos redujo su intensidad, pero siguió siendo un asunto de importancia crítica para el gobierno otomano.

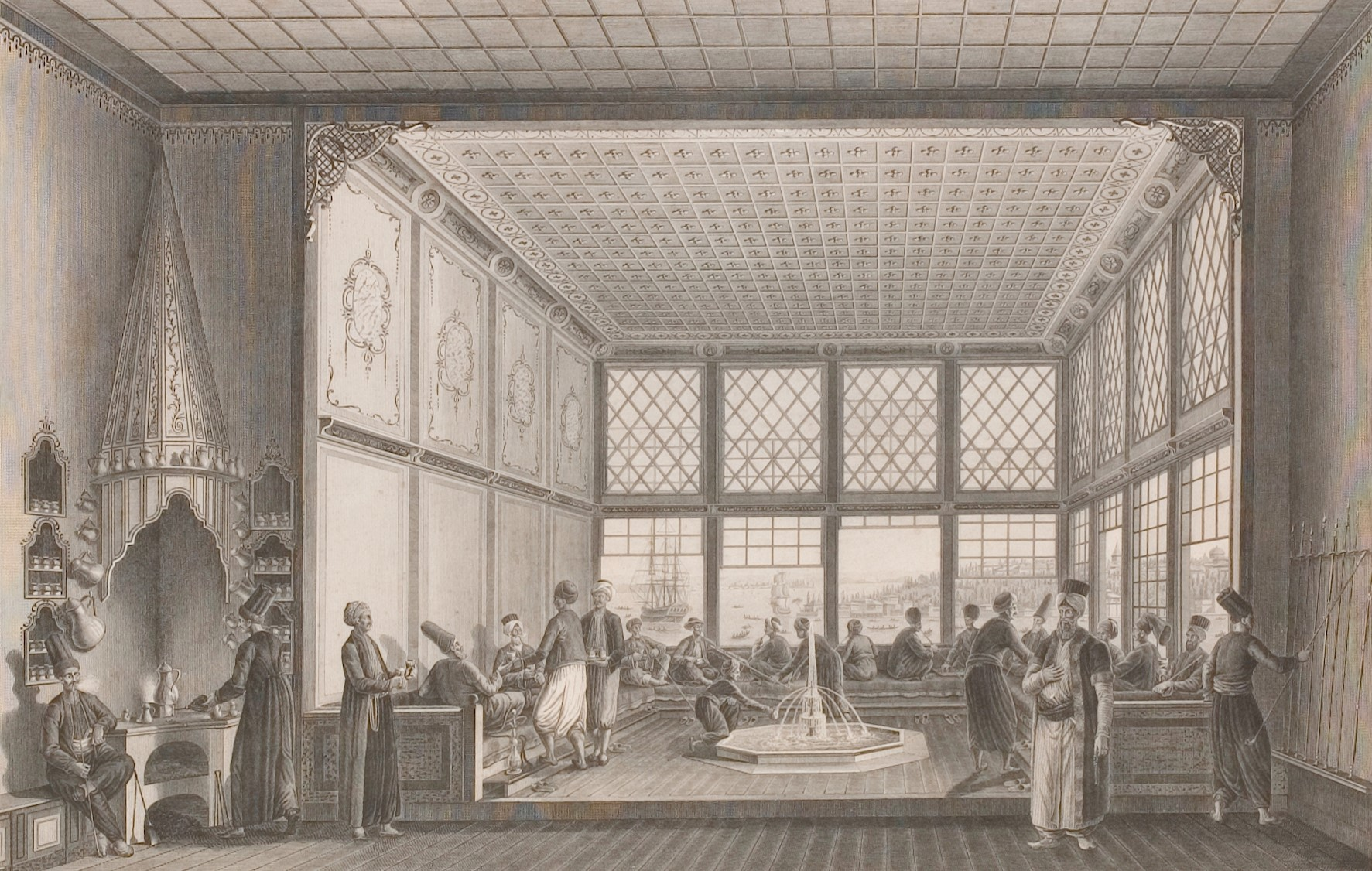
Cafetería otomana en Estambul.

#### Comerciantes europeos
Los mercaderes europeos activos en el Imperio otomano son, con mucho, el aspecto más estudiado del comercio otomano, hecho que ha hecho que se exagere con frecuencia su importancia. Los mercaderes europeos no eran en absoluto dominantes en el imperio durante este periodo, y lejos de imponer su voluntad a los otomanos, se les exigía que se acomodaran a las condiciones que éstos les imponían. Estos términos se definieron en una serie de acuerdos comerciales conocidos como las "capitulaciones" (en turco otomano: ʿahdnāme),. que concedía a los europeos el derecho a establecer comunidades mercantiles en determinados puertos otomanos y a pagar un arancel más bajo por sus mercancías. Las comunidades europeas estaban exentas de impuestos regulares y se les concedía autonomía judicial en lo que respecta a las cuestiones personales y familiares. Todas las disputas comerciales debían resolverse en los tribunales de la sharia del imperio, hasta que en la década de 1670 se les concedió el derecho de apelar los casos importantes directamente a Estambul, donde podían ser argumentados por sus embajadores residentes. Las capitulaciones se concedieron primero a los franceses (1569), luego a los ingleses (1580) y finalmente a los holandeses (1612). La llegada de los comerciantes de Europa Occidental al Levante, apodada la "Invasión del Norte", no supuso la toma o el dominio del comercio mediterráneo, pero supuso ciertos cambios. Venecia, en particular, sufrió una fuerte competencia y su presencia comercial disminuyó considerablemente, sobre todo después de 1645, cuando los otomanos y los venecianos entraron en guerra por Creta. Los ingleses fueron, con mucho, los comerciantes europeos con más éxito en el imperio durante el siglo XVII, y se beneficiaron de las relaciones amistosas entre los dos estados. Los otomanos exportaban seda cruda e importaban paños de lana baratos, así como el estaño necesario para la producción de armamento militar.

## Gobierno

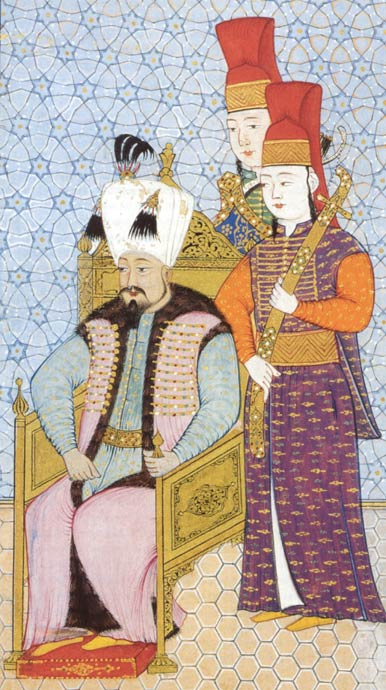
Mehmed IV (r. 1648-1687), el sultán reinante más largo del.

Mientras que en 1550 el Imperio otomano era un estado patrimonial en el que todo el poder lo ostentaba exclusivamente el sultán, en 1700 había experimentado una transformación política por la que el monopolio del poder del sultán fue sustituido por un sistema multipolar en el que el poder político se repartía de manera informal entre muchos individuos y facciones diferentes. Este proceso se produjo gradualmente, y no fue sin oposición. Algunos gobernantes, como Osman II y Murad IV, intentaron invertir esta tendencia y restablecer el poder absoluto para sí mismos. Por sus esfuerzos, Osman II fue víctima de un regicidio en 1622, cuya importancia ha sido comparada por un historiador con el regicidio de Carlos I de Inglaterra en 1649.
En este proceso de transformación fueron significativos varios cambios en la naturaleza de la sucesión al trono. Al principio de este periodo, los príncipes otomanos ocupaban puestos en el gobierno provincial de Anatolia al alcanzar la madurez. Sin embargo, Mehmed III (r. 1595-1603) murió antes de que ninguno de sus hijos alcanzara la mayoría de edad. Así, Ahmed I fue entronizado como menor de edad, y posteriormente los príncipes dejaron de ser enviados a las provincias para gobernar. Aunque no se sabe con certeza la motivación de este cambio, es posible que fuera un método para evitar el tipo de guerra civil fratricida que se vivió en los últimos años del reinado de Suleimán I. Al igual que se abandonó el gobierno principesco, también cayó en desuso la práctica del fratricidio real, que se había aplicado desde la época de Mehmed II. Esto parece haber sido una reacción a los inusuales fratricidios ocasionados por las entronizaciones de Murad III y Mehmed III, en las que murieron decenas de niños y jóvenes. El resultado fue que toda la familia imperial permaneció colectivamente en Estambul, y los sultanes permitieron que sus hermanos vivieran en el harén sin ser molestados. La consecuencia final de esto fue un cambio en el orden de sucesión; a su muerte en 1617 Ahmed I no fue sucedido por uno de sus hijos, sino por su hermano Mustafá I. A partir de entonces, el principio general de la sucesión otomana sería el de la antigüedad y no el de la patrilinealidad. Sin embargo, en la práctica esto significó que la soberanía pasó a considerarse como algo que correspondía a la dinastía otomana en su conjunto y no a un miembro en particular, lo que hizo que el sultán individual fuera reemplazable.

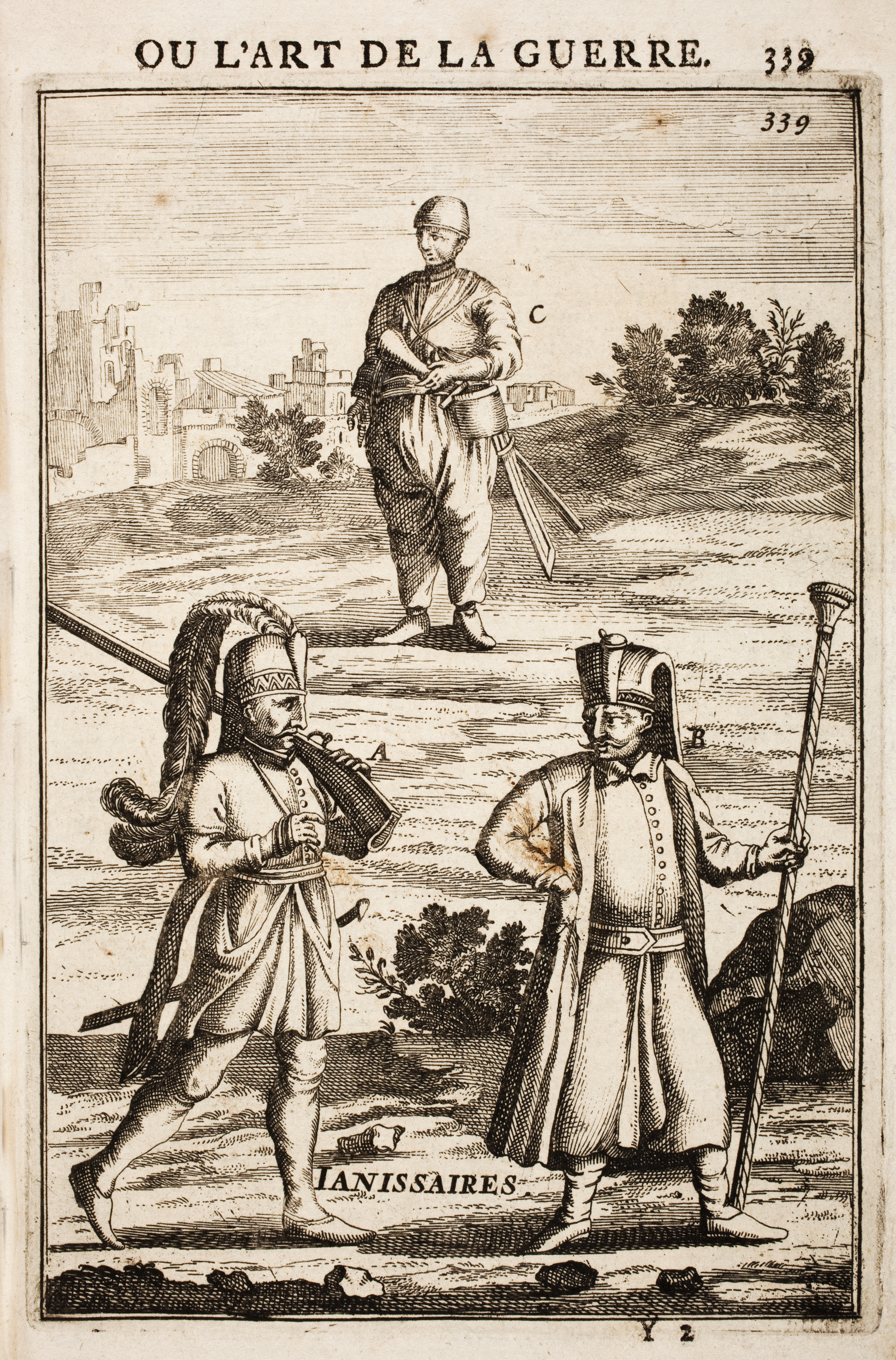
Una representación europea del de varios jenízaros.

La existencia de múltiples varones adultos de la dinastía otomana facilitó la aparición de otros centros de poder dentro del gobierno. Dos figuras de especial importancia eran el Şeyhülislâm, o jefe de la jerarquía religiosa islámica, y la Valide sultan, o reina madre. Estas dos figuras podían sancionar la deposición y entronización de sultanes, la primera como máxima autoridad religiosa y judicial del imperio, y la segunda como matriarca de la dinastía. De este modo, llegaron a ejercer un inmenso poder, ya que cualquier facción gubernamental que pretendiera controlar la política del imperio requería su apoyo. Dos sultanes validos en particular dominaron el siglo XVII: Kösem Sultan, madre de Murad IV y Ibrahim I, y Turhan Hatice Sultan, madre de Mehmed IV. Varios sultanes de este periodo ocuparon el trono siendo aún niños, y fue en sus funciones de regentes donde los sultanes validos pudieron convertirse en las figuras más poderosas del imperio.
Otro foco de poder era el ejército imperial, en constante expansión, formado por los jenízaros y las seis divisiones de caballería o ejército imperial. El tamaño de estas organizaciones aumentó drásticamente en la segunda mitad del siglo XVI, y el número de jenízaros pasó de 7886 en 1527 a 39 282 en 1609. Mientras que muchos de estos hombres llegaron a servir en las guerras extranjeras del imperio, otros eran jenízaros sólo sobre el papel, beneficiándose del estatus que recibían como miembros del cuerpo pero evitando la obligación de servir en la guerra. Estos hombres conectaban el cuerpo de jenízaros con el pueblo llano, dándoles voz en la política. Las protestas, amotinamientos y rebeliones permitieron a los jenízaros expresar su desaprobación de la política imperial, y con frecuencia desempeñaron un papel en la formación de coaliciones políticas dentro del gobierno otomano. De este modo, los jenízaros pasaron de ser una fuerza de combate de élite a una compleja organización híbrida, en parte militar y en parte asociación sociopolítica, que mantuvo una importante influencia sobre el gobierno otomano a pesar de los intentos de los gobernantes de mano dura por suprimirlos a lo largo del siglo XVII.

### Hogares políticos
Otro acontecimiento importante fue la proliferación de los llamados «hogares de visires y pachás» (kapı) entre la élite política del imperio. La principal casa del imperio era la casa imperial del sultán en Estambul, que la élite trataba de emular. Los gobernantes ricos reunían grandes séquitos de sirvientes, así como ejércitos privados, formando conexiones de patrocinio político entre sí. La formación de hogares coincidió con un aumento general de la riqueza y el poder de los funcionarios provinciales de más alto rango del imperio, que resultó ser una bendición mixta para el gobierno central: mientras que los gobernadores utilizaban su poder para centralizar el control imperial y reunir ejércitos más grandes para combatir a los enemigos del Imperio otomano, también constituían enemigos más formidables en tiempos de rebelión. La casa de élite más exitosa fue la establecida por el gran visir Köprülü Mehmed Pasha (1656-1661), que la utilizó para dominar el imperio durante su mandato, colocando a hombres leales de su casa en puestos de poder y autoridad. Los hombres criados en la casa de Köprülü siguieron ocupando puestos importantes en el gobierno otomano hasta bien entrado el siglo XVIII.

### Burocracia
La burocracia otomana (mālīye) se expandió de forma espectacular tanto en tamaño como en rango de actividad. Mientras que en 1549 sólo había 38 escribas asalariados, en 1593 este número había aumentado a 183. A medida que el Timar fue dejando de usarse, los ingresos fiscales que antes se distribuían localmente al ejército de caballería feudal del imperio se remitieron ahora a Estambul, bien a través de la recaudación directa (emānet) o a través de la agricultura fiscal. (iltizām). Por lo tanto, se necesitaba una burocracia más grande para hacer frente al sistema fiscal cada vez más centralizado del imperio. La organización burocrática se diversificó, formándose nuevas ramas y especializándose cada vez más las funciones de los escribas. La alta calidad de la burocracia otomana estaba respaldada por estrictas normas de contratación de escribas. A principios del siglo XVII la burocracia se trasladó fuera de su ubicación original en el Palacio de Topkapı, lo que indica que se estaba independizando de la casa del sultán. Se convirtió así en una influencia estabilizadora para el imperio; mientras los sultanes y visires subían y bajaban, la burocracia se mantenía en su lugar, proporcionando cohesión y continuidad a la administración imperial.

## Ejército
La naturaleza del ejército otomano cambió drásticamente durante este periodo. Desde sus inicios, el ejército otomano estuvo dominado por fuerzas de caballería, que en el siglo XVI superaban en número a la infantería en una proporción de 3:1 o 4:1. Como resultado de la rápida expansión del imperio y la estabilización de sus fronteras en el periodo anterior, así como de la creciente importancia de la tecnología de la pólvora para el éxito militar, el imperio se adaptó ampliando el rango de su reclutamiento para conseguir un número mucho mayor de tropas de infantería. En la década de 1690, la proporción de infantería del ejército de campaña había aumentado hasta el 50-60 por ciento, equivalente a la de la vecina Imperio de los Habsburgo. Los cálculos de la fuerza total durante este periodo siguen siendo poco fiables, pero se ha estimado que el ejército otomano medio estaba formado por una fuerza principal de aproximadamente 65 000-70 000 hombres de los timariotes y del ejército permanente, a los que se unían también las milicias irregulares y los ejércitos de los vasallos del imperio, con una contribución especialmente significativa del Janato de Crimea. En general, el ejército otomano siguió siendo al menos tan eficaz como los de sus rivales europeos durante todo este periodo. En contraste con las opiniones históricas más antiguas, que postulaban una incapacidad para seguir el ritmo de los desarrollos militares europeos, los otomanos demostraron, de hecho, un grado significativo de dinamismo y una capacidad y voluntad continuas de innovar y mejorar sus fuerzas militares. Aunque el imperio sufrió importantes derrotas y pérdidas territoriales en la Guerra de la Liga Santa de 1683-99 esto fue causado no por la inferioridad militar, sino por el tamaño y la coordinación efectiva de la coalición cristiana, así como los desafíos logísticos de la guerra en múltiples frentes.

### Ejército permanente
El ejército permanente otomano (ḳapukulu), también denominado "ejército central", constaba de tres divisiones principales: la infantería, conocida como cuerpo de jenízaros, el cuerpo de caballería (sipahi), conocido como los Seis Regimientos (Altı Bölük), y el cuerpo de Artillería. A diferencia del ejército provincial, el ejército permanente tenía su base en Estambul y estaba sujeto a un entrenamiento y disciplina regulares, y se pagaba trimestralmente con salarios en efectivo. El tamaño del ejército creció de forma espectacular a partir de la segunda mitad del siglo XVI, pasando de 29 175 hombres en 1574 a 75 868 en 1609. Tras este crecimiento, su número se mantuvo relativamente estable durante el resto del siglo. El pago de los salarios del ejército permanente era, con mucho, el mayor gasto del presupuesto imperial, y este crecimiento en tamaño fue acompañado de un crecimiento proporcional en los gastos. En el siglo XVII el coste del ejército permanente podía absorber en ocasiones más de la mitad de todo el presupuesto central del imperio. A medida que el ejército crecía, la naturaleza de su relación con el gobierno comenzó a cambiar, ya que los jenízaros y la caballería se involucraron cada vez más en la política y la administración imperial.

### Logística
Los otomanos poseían una clara superioridad en la organización logística respecto a sus rivales europeos, que normalmente se veían obligados a recurrir a soluciones ad hoc o incluso al saqueo directo para mantener sus ejércitos bien abastecidos. La centralización del Estado permitió a los otomanos mantener un sofisticado sistema de estaciones de paso (en turco otomano: menzil) a lo largo del imperio, abastecidas con provisiones para el ejército a lo largo de su ruta de marcha. Las fortalezas fronterizas contaban con depósitos que podían abastecer al ejército una vez que llegaba a la frontera. Esto permitió al ejército otomano evitar en gran medida, aunque no del todo, tener que vivir de la tierra mediante el saqueo.

### Defensa de la frontera

#### Hungría

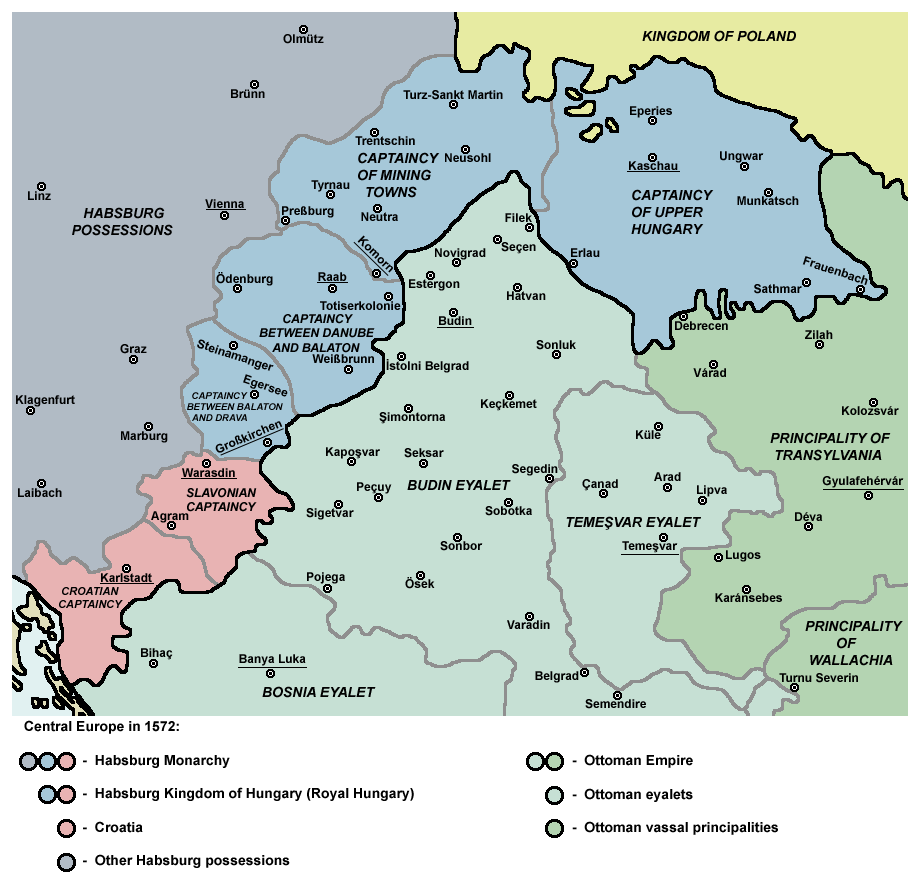
La frontera otomana en Hungría en 1572

En Hungría, los otomanos se preocupaban principalmente por garantizar la seguridad de Buda y del río Danubio, que servía como ruta de transporte fundamental para las municiones y las provisiones. Para ello construyeron varias fortalezas a lo largo de la ruta del río y rodearon Buda con un anillo de fortalezas protectoras, la más importante de las cuales fue Esztergom (Estergon), que se amplió y fortificó considerablemente tras su toma en 1543. El anillo protector de Buda se completó en 1596 con la conquista de Eger (Eğri) al noreste. Después de la Paz de Zsitvatorok en 1606, el ritmo de construcción de fortalezas otomanas se redujo al disminuir la amenaza militar de los Habsburgo.
A mediados del siglo XVII, la Hungría otomana contaba con aproximadamente 130 fortalezas de tamaño y fuerza variables, que iban desde pequeños castillos de menos de cien hombres hasta grandes fortalezas con guarniciones de miles de personas. Las más pobladas eran las de la frontera, mientras que las fortalezas del interior a menudo no tenían más que una guarnición simbólica. Durante el siglo XVII, la guarnición de Buda osciló entre un mínimo de 2361 en los años de paz tras la Zsitvatorok y un máximo de 5697 durante el tercer cuarto del siglo, cuando se reanudó la guerra con los Habsburgo. En la década de 1660, el número total de hombres que servían en las guarniciones húngaras llegó a ser de 24 000, repartidos entre unas 17 450 tropas locales y 6500 jenízaros. Estas fuerzas se complementaban con los timariotes locales, así como con los ejércitos privados de los gobernadores otomanos. Estas cifras, sin embargo, constituyen niveles de tiempo de guerra. En tiempos de paz, el tamaño de las guarniciones se reducía con frecuencia para recortar gastos. Mientras que en la segunda mitad del siglo XVI la red de fortalezas húngaras era financieramente autosuficiente, y los gobernadores locales podían incluso remitir los excedentes de ingresos a Estambul, esta situación se había deteriorado en el siglo XVII, de tal manera que la frontera administrativa de la provincia de Buda tuvo que ampliarse al sur del Danubio para aumentar sus ingresos disponibles. No obstante, el sistema financiero otomano estaba en mejor forma que el de los Habsburgo, que luchaban continuamente por conseguir los ingresos necesarios para mantener su propia red de defensa.
Aparte de los periodos de guerra abierta (1541-68, 1593-1606, 1660-4, 1683-99), la frontera otomano-absbúrgica en Hungría se caracterizó por escaramuzas locales y conflictos a pequeña escala conocidos como la "pequeña guerra" (Kleinkrieg). En ausencia del ejército imperial, el mando se confiaba al gobernador de Buda, que podía disponer de importantes fuerzas provinciales en la defensa de la frontera. Las aventuras militares locales podían llevar ocasionalmente a una escalada, como en 1592-3, cuando la Guerra Larga fue provocada por la conquista de Bihać por parte del gobernador otomano de Bosnia.

#### Frontera del Norte

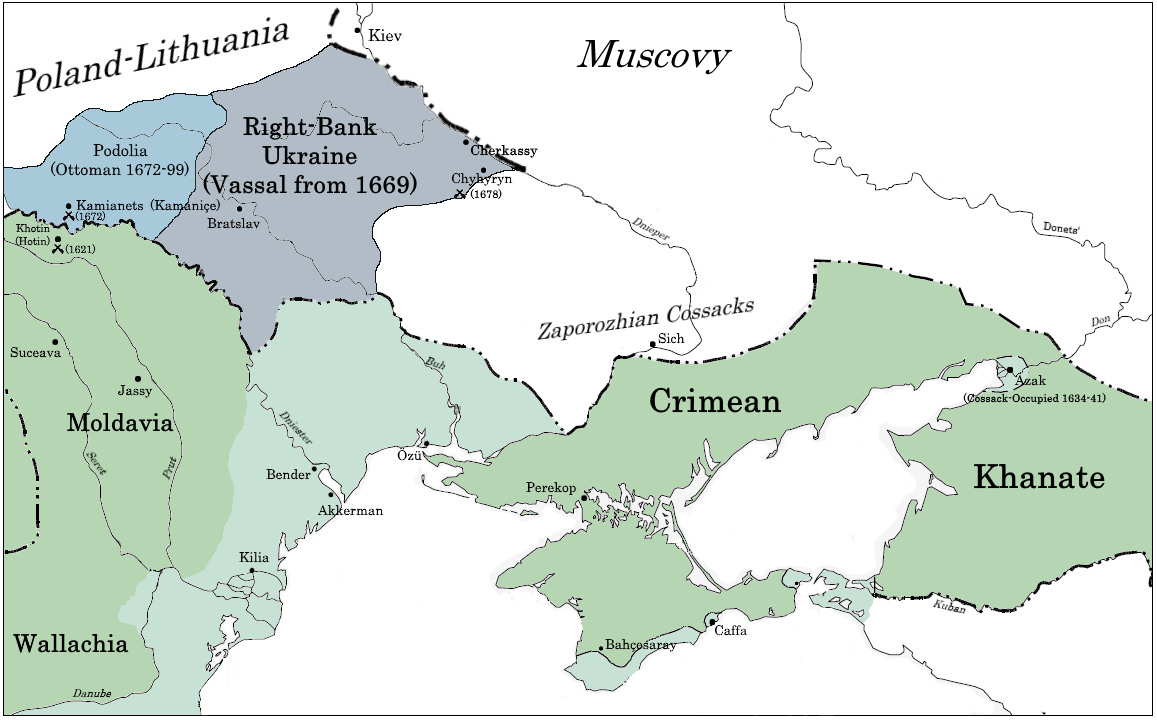
La frontera norte otomana en el

En contraste con sus fronteras húngaras y safávidas, los otomanos generalmente no buscaban expandirse más al norte del Mar Negro, preocupándose principalmente por su defensa y la seguridad de sus vías marítimas. Los otomanos mantuvieron una serie de fortalezas a lo largo de la orilla norte del Mar Negro, en el territorio de la actual Ucrania. Los principales emplazamientos se encontraban en Akkerman, Özü, y Azov. También era de importancia crítica para la frontera norte el estado vasallo otomano del Janato de Crimea, una gran potencia por derecho propio, que frecuentemente realizaba incursiones contra los vecinos norteños de los otomanos, la Mancomunidad Polaco-Lituana y el Rusia. Las incursiones de Crimea crearon un floreciente comercio de esclavos a través del puerto de Kaffa, administrado directamente por los otomanos, pero también crearon una tensión perpetua entre los otomanos y sus vecinos.
La seguridad de la frontera norte de los otomanos se vio amenazada por primera vez a finales del siglo XVI con la aparición de los cosacos zaporozhianos como fuerza militar y política en el río Dniéper. río Dniéper. Teóricamente bajo la soberanía de la Mancomunidad, los cosacos utilizaban las embarcaciones fluviales para adentrarse en el Mar Negro y lanzar incursiones en la costa otomana, convirtiéndose en merodeadores y esclavistas de forma aproximadamente análoga a las incursiones de los tártaros de Crimea. Los otomanos hacía tiempo que habían suprimido toda la piratería en el Mar Negro, cuyos puertos controlaban por completo, por lo que no estaban preparados para la irrupción de los cosacos. Hacia 1614 tenían como objetivo la costa norte de Anatolia, donde se saquearon e incendiaron importantes ciudades, como Sinop, Samsun y Trabzon. La exasperación otomana por el problema de los cosacos provocó un empeoramiento de las relaciones con la Mancomunidad, y los dos países entraron en guerra en 1621 y estuvieron a punto de hacerlo en 1634 y 1646. Se desarrollaron contramedidas para limitar el daño que podían causar los cosacos; en la década de 1620 los otomanos habían establecido un control más estricto sobre la desembocadura del Dniéper, impidiendo que grandes flotillas se adentraran en el mar, y se establecieron escuadras navales para patrullar en busca de asaltantes.
La Mancomunidad tenía poca capacidad para controlar las actividades de los cosacos, y en 1648 Ucrania se sumió en el caos con el Levantamiento de Khmelnytsky, por el que los cosacos intentaron derrocar el control de la Mancomunidad y establecer un estado independiente. La guerra continuó durante casi veinte años, lo que provocó la intervención del Rusia y del Suecia, entre otros. En 1669 el Hetman cosaco Petro Doroshenko se dirigió a los otomanos, ofreciéndoles su estado de Ucrania de la Margen Derecha como vasallo a cambio de la protección de la Mancomunidad y de Rusia. Los otomanos aceptaron su oferta, ya que veían en ella una oportunidad para poner fin a las constantes incursiones de los cosacos y reforzar las defensas de la frontera norte. Tras un ataque de la Mancomunidad a los cosacos, los otomanos entraron en guerra y en 1672 conquistaron la fortaleza de Kamianets-Podilskyi, conocida por los otomanos como Kamaniçe. En 1676 se firmó la paz, por la que los otomanos se anexionaron la provincia de Podolia. Los otomanos adquirieron así un fuerte punto de apoyo desde el que aumentar su control sobre el estado cosaco, y poco después establecieron guarniciones en las principales ciudades de Ucrania, enfrentándose a los rusos y expulsándolos de la tradicional capital cosaca de Chiguirín en 1678. Kamaniçe siguió siendo el baluarte de la frontera norte otomana durante la Guerra de la Santa Liga. Con una guarnición de más de 6000 hombres y 200 cañones, era una de las fortalezas más defendidas del Imperio otomano. A pesar de los continuos intentos de la Mancomunidad de bloquear y asediar la ciudad, Kamaniçe consiguió resistir durante toda la guerra, y de acuerdo con el Tratado de Karlowitz fue devuelta a la Mancomunidad en 1699 sin haber sido conquistada.

### La Armada
Aunque el ejército otomano siguió siendo eficaz durante todo este periodo, no se puede decir lo mismo de la marina. Aunque dominaba el Mediterráneo en 1550, la batalla de Lepanto de 1571 supuso una importante pérdida de mano de obra cualificada y de comandantes experimentados. La armada otomana llegó a conquistar Túnez en 1574, pero los acontecimientos posteriores desviaron la atención imperial del Mediterráneo. La reanudación de la guerras otomano-safávidas en 1578 y la muerte del gran visir Sokollu Mehmed Pasha al año siguiente allanaron el camino para una tregua con la España de los Habsburgo en 1580, poniendo fin a las guerras imperiales en el Mediterráneo que habían caracterizado la mitad del siglo XVI. Posteriormente, la armada otomana no libró ninguna guerra marítima hasta el estallido de la guerra de Creta con Venecia en 1645, casi setenta años después. Este periodo de inactividad contribuyó a debilitar la eficacia de la armada otomana, de modo que los venecianos pudieron bloquear los Dardanelos e infligir varias derrotas a los otomanos, la más importante en la batalla de los Dardanelos de 1656, descrita como la peor derrota otomana desde Lepanto. Aunque estas derrotas se han atribuido a menudo a la incapacidad de los otomanos para modernizar su armada mediante la sustitución de las galeras de remo por los galeones de vela, en realidad la armada otomana tenía tantos galeones como la veneciana. Más que de innovación o de capacidad técnica, lo que les faltaba a los otomanos eran marineros cualificados para tripular y dirigir sus barcos, mientras que los venecianos podían recurrir a su extensa marina mercante para obtener mano de obra. En contraste con el siglo XVI, los hábiles marineros de la Costa de Berbería estaban menos dispuestos a comprometerse con la causa otomana.
Mientras que los almirantes otomanos del siglo XVI solían comenzar su carrera como corsarios en el norte de África, a mediados del siglo XVII el almirantazgo era un mero cargo de prestigio al que accedían diversos estadistas que no necesariamente tenían experiencia naval. A pesar de estas dificultades, los otomanos pudieron finalmente vencer a los venecianos, rompiendo el bloqueo de los Dardanelos en 1657 y completando la conquista de Creta con la caída de Heraklion en 1669.
Tras la guerra de Creta, los otomanos trataron de mejorar la calidad de su armada, y en particular de sus galeones. Se hicieron inversiones para mejorar su diseño técnico, de tal manera que en 1675 un capitán inglés podía escribir a su país con sugerencias para modificar el diseño de los barcos ingleses según el modelo otomano. En 1682 se creó una escuadra de galeones dedicada, separada organizativamente de las restantes galeras de la flota, y sólo en ese año se encargó la construcción de diez nuevos galeones. El siguiente gran conflicto naval de los otomanos comenzó en 1684, cuando Venecia se alió con la Austria de los Habsburgo, la Polonia-Lituania, y el Papado para combatir a los otomanos en la Guerra de la Santa Liga. Los venecianos abrieron un frente en el Mar Egeo y el Peloponeso, pero fracasaron en un intento de reconquistar Creta en 1692. Entre 1695 y 1701 la armada otomana quedó bajo el mando de Mezemorta Hüseyin Pasha, un experimentado corsario de Argel, que derrotó a la flota veneciana en una batalla el 9 de febrero de 1695 y demostró el éxito de las reformas de las décadas anteriores.

## Vida religiosa e intelectual

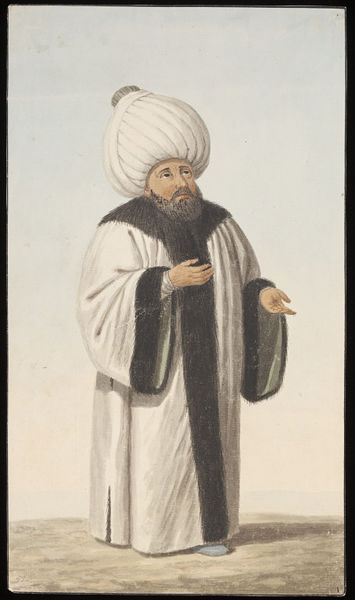
Representación de un Shayj al-islam, el principal funcionario religioso islámico del imperio.

El Imperio otomano de este periodo albergaba una vibrante vida religiosa e intelectual. Las reformas legales de Shayj al-islam Ebussuud Efendi (1545-74) estimuló a los intelectuales otomanos a debatir enérgicamente muchos de los problemas de la sociedad. Los otomanos estaban en conflicto sobre las cualidades religiosas y morales de los nuevos bienes de consumo disponibles, como el café y el tabaco, que a veces estaban prohibidos y a veces permitidos. La legalidad de varias prácticas religiosas asociadas con el sufismo era igualmente conflictiva, y a ella se oponían con mayor firmeza los Kadızadelis, un movimiento que comenzó a principios del siglo XVII, pero cuyos orígenes se remontan al predicador del siglo XVI Birgili Mehmed Efendi (m. 1573). La ideología kadıdadeli se centraba en la invocación islámica a "recomendar el bien y prohibir el mal", lo que les llevaba a oponerse a las prácticas que percibían como "innovación" (Bida), de forma aproximadamente análoga al wahabismo moderno. Los Kadızadelis difundieron su ideología actuando como predicadores en las principales mezquitas de Estambul, y obtuvieron en dos ocasiones el apoyo del gobierno imperial, primero bajo Murad IV y después bajo Mehmed IV.
A pesar de ello, los Kadızadelis eran mirados con desprecio por muchos de los eruditos e intelectuales de Estambul, que los ridiculizaban por su celoso conservadurismo. El predicador kadızadeli Vani Mehmed Efendi actuó como consejero espiritual personal de Mehmed IV, pero cayó en desgracia y fue desterrado de la corte tras la fracasada asedio de Viena en 1683. Los Kadızadelis no recibieron a partir de entonces ningún apoyo imperial directo.
A principios del siglo XVII, la vida intelectual otomana se vio aún más influenciada por la afluencia de eruditos de Irán y Kurdistán. Estos eruditos fomentaron un renacimiento de las ciencias racionales mediante el énfasis en la "verificación" (árabe: taḥqīq, en contraposición a taqlīd, "imitación") de los descubrimientos científicos de las generaciones anteriores. El resultado fue una explosión de nuevas obras escritas sobre temas racionalistas, como las matemáticas, la lógica y la dialéctica, y muchos estudiosos remontaron su linaje intelectual a estos inmigrantes iraníes y kurdos.

### Nasihatname
En este periodo también floreció el género literario conocido como "Consejos para los reyes" (nasihatname). Las obras literarias de esta naturaleza se escribían para abordar las luchas que vivía el Estado y aconsejar al gobernante sobre cómo resolverlas adecuadamente. Los escritores de consejos aludían con frecuencia al reinado de Sultán Solimán I (1520-1566) como el modelo ideal que los gobernantes contemporáneos debían tratar de emular. Los escritores que retrataron al imperio como en decadencia desde una edad de oro anterior, a menudo estaban motivados para hacerlo por intereses de clase o de facción, ya que a menudo provenían de o estaban influenciados por grupos que habían sido privados de derechos por las reformas del imperio, como los timariotas, o de otra manera sentían indignación personal hacia el estado como resultado de no haber logrado el progreso de su carrera, lo que indica un claro sesgo en sus escritos. Los historiadores habían aceptado en su día la descripción de la decadencia otomana de estos escritores como un hecho, y, por lo tanto, describieron el Imperio otomano como entrando en un período de decadencia después de la muerte de Solimán el Magnífico, un punto de vista que ha llegado a ser conocido como la Tesis de la Decadencia Otomana. Sin embargo, desde la década de 1980, debido a un nuevo examen de la literatura del nasihatname, así como de otras innumerables facetas de la civilización otomana, los historiadores han llegado a un consenso de que, de hecho, no se produjo tal declive, y que, por tanto, la noción de «decadencia del Imperio otomano» era un mito.

### Historiografía
La escritura histórica otomana sufrió importantes cambios durante este periodo. Especialmente después de 1600, los escritores otomanos se alejaron del estilo persa de las generaciones anteriores, escribiendo en una forma de prosa turca mucho menos ornamentada en comparación con las obras producidas en el siglo XVI. Los historiadores otomanos llegaron a verse a sí mismos como solucionadores de problemas, utilizando sus conocimientos históricos para ofrecer soluciones a cuestiones contemporáneas, y para ello eligieron escribir en una forma vernácula de turco directa y fácil de entender. En lugar de escribir únicamente para reforzar el prestigio de la dinastía otomana, los historiadores otomanos del siglo XVII creían en la importancia de informar sobre los acontecimientos de la manera más honesta y precisa posible. Entre los principales historiadores de este periodo se encuentran Mustafa Âlî, Kâtip Çelebi, y Mustafa Naima.

## Relato político

### Los sucesores de Solimán

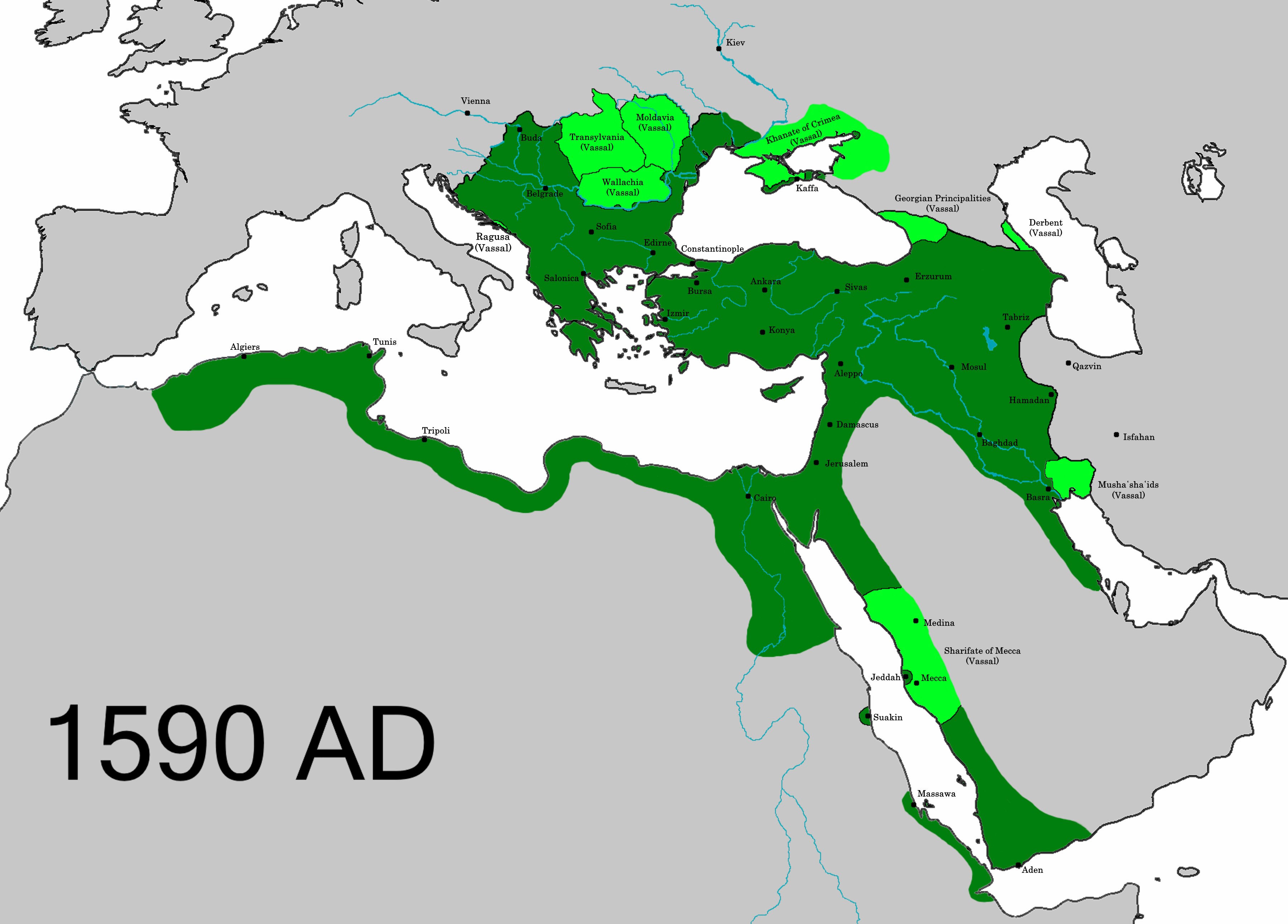
El Imperio otomano en 1590, tras la firma del Tratado de Constantinopla con los safávidas.

Sultán Solimán I (r. 1520-1566) fue el sultán que más tiempo reinó en la historia otomana, pero los últimos años de su reinado se caracterizaron por la incertidumbre sobre quién sería su sucesor. Solimán tenía tres hijos que podían aspirar a sucederle, Mustafa, Bayezid y Selim. Mientras que los dos últimos eran hijos de la esposa de Solimán Hurrem Sultan, el primero era hijo de Mahidevran Sultan. Es posible que Mustafá sintiera que sus hermanastros tenían una ventaja injusta sobre él, y por ello trabajó para asegurarse el favor de los militares. Tal vez sospechando que Mustafá planeaba destronarlo igual que su propio padre había hecho con su abuelo, Solimán actuó primero y en 1553 ordenó que Mustafá fuera ejecutado. | La muerte de Hurrem Sultan en 1558 desencadenó un conflicto abierto entre los dos candidatos restantes, y Selim salió finalmente victorioso. Solimán reforzó aún más la posición de su hijo arreglando un matrimonio entre la hija de Selim y el influyente Sokollu Mehmed Pasha (Gran Visir 1565-1579). Solimán murió en 1566, mientras asediaba la fortaleza de Szigetvár en el Hungría, llevando a Selim al trono.
Selim II fue un gobernante relativamente inactivo que se contentó con permitir que el muy competente Sokollu Mehmed dirigiera el imperio en su nombre. Sokollu llevó a cabo una política exterior de gran alcance, enviando ejércitos a territorios tan distantes como Yemen en el sur y Astracán en el norte. Sin embargo, lo más significativo fue la conquista de Chipre en 1570 y la posterior derrota otomana en la batalla de Lepanto, que allanó el camino para una tregua hispano-otomana en 1580 y una continua distensión en el Mediterráneo. Esto permitió a los otomanos centrar su expansión hacia el este contra el Imperio safávida, donde se libró una larga y devastadora guerra de 1578 a 1590, de la que los otomanos salieron con importantes conquistas, aunque de corta duración.
Selim murió en 1574 y le sucedió su hijo Murad III (r. 1574-95). Este gobernante, al igual que sus dos sucesores Mehmed III (r. 1595-1603) y Ahmed I (r. 1603-1617), estuvo muy influenciado por el cambiante panorama de la política palaciega. Lo más significativo fue el aumento de la importancia del harem. Mientras que el poder de la sultana Hurrem se basaba en su relación personal con Solimán, las mujeres imperiales de este periodo derivaban su poder de la estructura institucional del harén, que ponía un inmenso poder en manos de la madre del sultán, la sultana Valide. Esto estaba directamente relacionado con los cambios que se estaban produciendo en el sistema de sucesión, por el que los príncipes ya no viajaban a las provincias para ocupar las gobernaciones, sino que permanecían en el harén de Estambul. A partir de la época de Murad III, los sultanes ya no dormían en el segmento masculino del Palacio Topkapı, sino que residían en una nueva cámara de cama dentro del harén. Debido al creciente papel de las mujeres imperiales en la vida política, este periodo se conoce a veces como el Sultanato de las mujeres.

### Crisis y adaptación

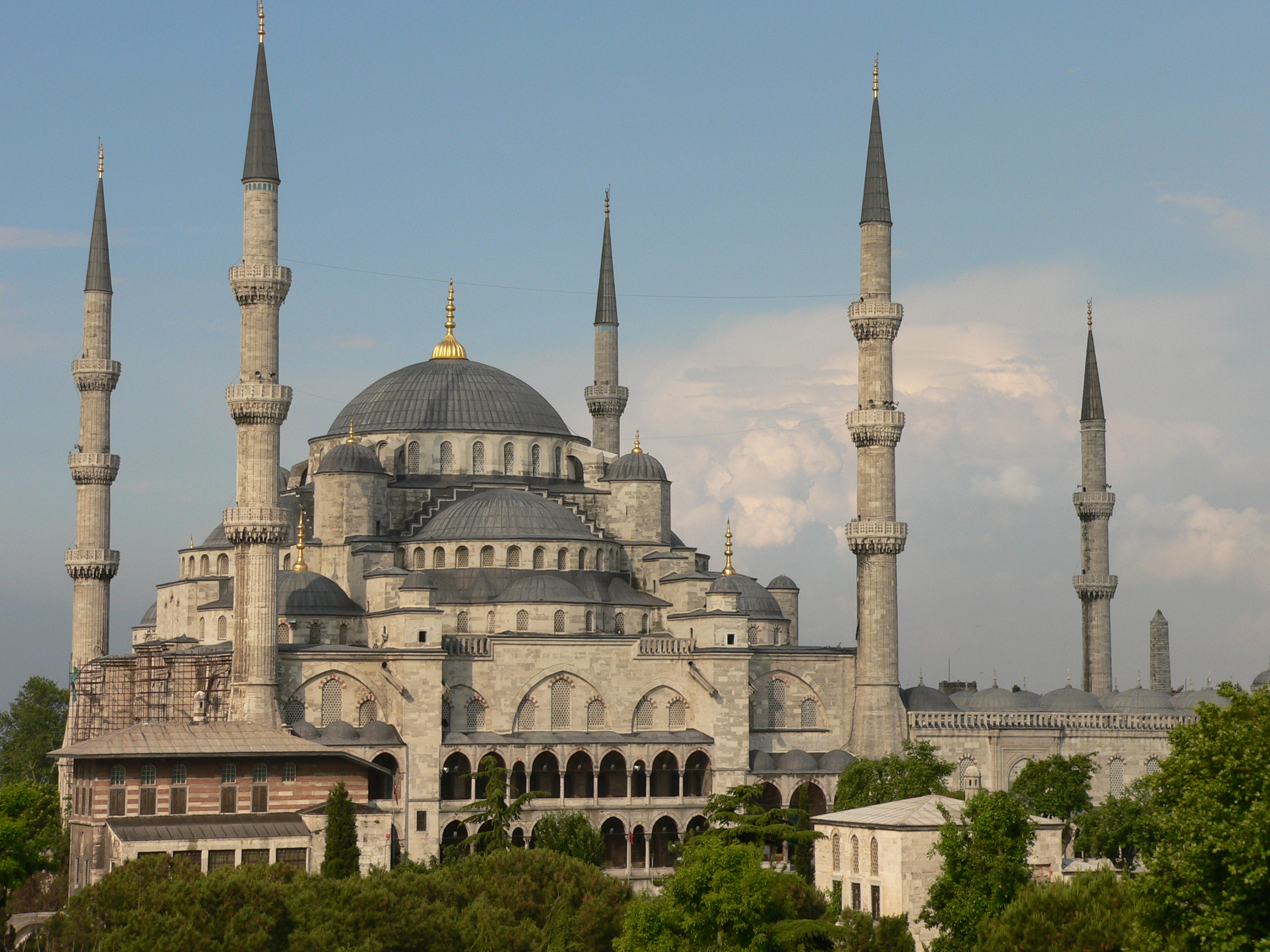
La mezquita Azul de Estambul, construida durante el reinado de Ahmed I (r. 1603-1617).

A principios de siglo, el gobierno otomano se encontró con una grave crisis militar y económica. En 1593 estalló la guerra con la Habsburgo austriaco, justo cuando Anatolia experimentó la primera de varias Celali, en la que las bandas de bandidos rurales se agruparon bajo los señores de la guerra provinciales para causar estragos en el campo. En 1603 Shah Abbas de los safávidas lanzó una nueva guerra contra los otomanos, revirtiendo todos los avances que habían conseguido en las décadas anteriores. Así, los otomanos se encontraron luchando en tres frentes a la vez, en un momento en que la economía aún se estaba recuperando de la devaluación de la moneda de 1585. Para superar este reto, adoptaron una estrategia innovadora de cooptación de las fuerzas rebeldes en la estructura del imperio. Los ejércitos celalíes estaban formados por bandidos de Anatolia conocidos como sekban, antiguos campesinos que buscaban un medio de vida alternativo en el duro clima económico de principios de siglo. Cuando se les daba la oportunidad, estos hombres estaban ansiosos por ganar dinero y estatus sirviendo en el ejército otomano como mercenarios. Al reclutar a estos hombres en el ejército otomano como mosqueteros, sus energías se desviaban del bandolerismo y se utilizaban contra los enemigos externos del imperio. A los líderes celalíes también se les concedían a veces puestos en la administración provincial para pacificarlos. Esto no puso fin a la anarquía en Anatolia, pero facilitó su gestión. En 1609 el gran visir Kuyucu Murad Pasha recorrió Anatolia con un ejército, eliminando a los celalíes allí donde los encontraba y poniendo fin a la mayor parte de la actividad celalí.
Las guerras con los Habsburgo y los safávidas acabaron por estancarse. Mehmed III condujo personalmente al ejército otomano a la victoria sobre los Habsburgo en la batalla de Mezőkeresztes en 1596, y los otomanos se apoderaron de las fortalezas húngaras de Eger y Nagykanizsa, pero finalmente ninguno de los dos bandos fue capaz de lograr una victoria decisiva y la guerra llegó a su fin en 1606 con la Tratado de Zsitvatorok. La guerra con los safávidas se prolongó hasta 1618.
El reclutamiento de sekban como mosqueteros formaba parte de un proceso más amplio de reforma militar y fiscal que se llevó a cabo durante este periodo. El ejército de caballería que había sido apoyado por el Sistema Timar durante el siglo XVI se estaba quedando obsoleto como resultado de la creciente importancia de la infantería con mosquetes, y los otomanos trataron de adaptarse a los nuevos tiempos. El ejército central se amplió en gran medida, en particular los Cuerpos de jenízaros, la principal fuerza de infantería del imperio. Los jenízaros comenzaron a experimentar con nuevas tácticas en el campo de batalla, convirtiéndose en uno de los primeros ejércitos de Europa en utilizar fuego de volea. Para pagar el ejército recién ampliado, los otomanos expandieron la práctica de agricultura de impuestos, antes utilizada principalmente en las provincias árabes. Los derechos de tributación que antes se concedían a los soldados de caballería se vendían ahora al mejor postor, una práctica que también se utilizaba en gran parte de Europa. También se reformaron otros impuestos, y el impuesto de guerra conocido como avarız pasó a ser permanente y suponía el 20% de los ingresos anuales del imperio. Estas reformas aumentaron en gran medida los ingresos disponibles para el gobierno central y desempeñaron un papel importante en la fortaleza continua del imperio a lo largo del siglo. Para adaptarse a estos cambios, la burocracia se amplió y diversificó, llegando a desempeñar un papel mucho más importante en la administración del imperio.

### Regicidio y guerra

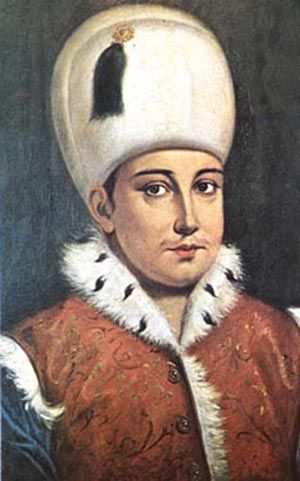
Sultan Osman II, víctima del regicidio de 1622.

La muerte de Ahmed I en 1617 llevó a su hermano al trono como Mustafá I, el primer caso de sucesión de un sultán por antigüedad. Sin embargo, al poco tiempo se hizo evidente que Mustafá no estaba mentalmente sano, y fue depuesto al año siguiente en favor del hijo del sultán Ahmed Osman II, que entonces tenía 13 años. Osman II fue un gobernante excepcionalmente enérgico, y trató de restaurar la autoridad del sultanato otomano sobre los demás grupos facciosos del imperio. Esto despertó la ira tanto de los ulemas como de los jenízaros y de las seis divisiones de caballería, y las relaciones se volvieron particularmente tensas después de la fallida batalla de Khotyn (1621), en la que el ejército se sintió maltratado. Tras su regreso a Estambul, Osman II anunció su deseo de realizar la peregrinación a La Meca; en realidad, se trataba de un plan para reclutar un nuevo ejército más leal en Anatolia, a partir de las fuerzas bandit-mercenarias que habían participado en las Rebeliones Celali y en las guerras de los otomanos con los Habsburgo y los Safavides. Para evitar que llevara a cabo este plan, el ejército imperial lanzó una revuelta el 18 de mayo de 1622 y dos días después, con la aprobación del Şeyhülislâm, ejecutó al sultán Osman II. Este acontecimiento, el regicidio legalmente aprobado de un monarca otomano reinante, cimentó la transformación del imperio, que pasó de ser un imperio patrimonial a uno en el que el poder se repartía entre varios lugares de autoridad.
Al regicidio le siguió la revuelta de Abaza Mehmed Pasha, entonces gobernador de Erzurum, que juró vengarse de los asesinos del sultán y masacró a los jenízaros allí donde los encontró. Mustafá I, que había sido entronizado por segunda vez, no tardó en ser depuesto de nuevo y sustituido por el hijo de Ahmed I Murad IV, todavía un niño. Así, con un niño en el trono, Estambul bajo el control de una camarilla de jenízaros y Abaza Mehmed campando a sus anchas por el este, los safávidas vieron otra oportunidad de atacar y se hicieron con el control de Bagdad en enero de 1624, pero no pudieron avanzar hasta Diyarbakır. En 1628 la revuelta de Abaza Mehmed fue reprimida por el gran visir Husrev Pasha, cuya destitución en 1632 desencadenó una revuelta de los jenízaros. Este acontecimiento alimentó el deseo de Murad IV de recuperar el control del Estado, y a partir de entonces comenzó a ejercer el poder por derecho propio. Llevó a cabo una reforma de la tenencia de la tierra militar en un esfuerzo por reforzar el ejército, fomentó el reasentamiento de los campesinos en los campos abandonados e impuso una reforma moral en Estambul junto con el movimiento religioso de los Kadızadelis. Alcanzando primero el éxito militar en 1635 con la conquista de Ereván, fue finalmente capaz de llevar el imperio a la victoria reconquistando Bagdad en 1638 y estableciendo una paz duradera con los safavíes al año siguiente.
Murad IV murió en 1640, con sólo 29 años. Le sucedió su hermano Ibrahim, el único miembro masculino que quedaba de la dinastía otomana. Al igual que Mustafá I, Ibrahim era mentalmente inestable, y al principio se contentó con dejar el gobierno en manos del último gran visir de Murad IV, Kemankeş Kara Mustafa Paşa. Esto duró sólo hasta 1644, cuando Ibrahim lo hizo ejecutar y sustituir por un rival. Al año siguiente, la guerra entre el Imperio otomano y Venecia se desencadenó por un incidente en el que piratas malteses atracaron en Creta veneciana después de atacar un barco otomano que llevaba peregrinos, entre ellos el Jefe de los Eunucos Negros, a La Meca. Los otomanos invadieron rápidamente la mayor parte de Creta, pero no pudieron desalojar a los venecianos de la fortaleza de Heraklion. En el mar, los venecianos consiguieron imponerse y bloquear los Dardanelos, estrangulando el comercio y el suministro de alimentos de Estambul. El consiguiente desorden en la capital provocó la deposición de Ibrahim en 1648, que fue sancionada por los jenízaros, los şeyhülislâm e incluso Kösem Sultan, su madre. El sustituto de Ibrahim fue su hijo de siete años, que fue entronizado como Mehmed IV. El nuevo gobierno de Estambul estaba formado por la abuela del joven gobernante y regente Kösem Sultan y sus aliados del cuerpo de jenízaros, uno de los cuales fue nombrado gran visir. A pesar de los continuos disturbios tanto en Estambul como en las provincias, el bloqueo de los Dardanelos se rompió con éxito al año siguiente. Sin embargo, la posición de Kösem se vio amenazada por la madre de Mehmed IV Turhan Hatice Sultan. Al enterarse de un complot de Kösem para envenenar a Mehmed IV, la facción de Turhan entró en acción y la asesinó en 1651.
El sultán Turhan tuvo a partir de entonces una posición de poder segura, pero no pudo encontrar un gran visir eficaz, dejando al imperio sin una política coherente con respecto a la guerra con Venecia. El resultado fue el otra revuelta de las tropas imperiales en marzo de 1656, que exigió la vida de varios funcionarios del gobierno, a los que se culpaba de no haber pagado adecuadamente a las tropas que llevaban tanto tiempo luchando por conquistar Creta.

### La era Köprülü

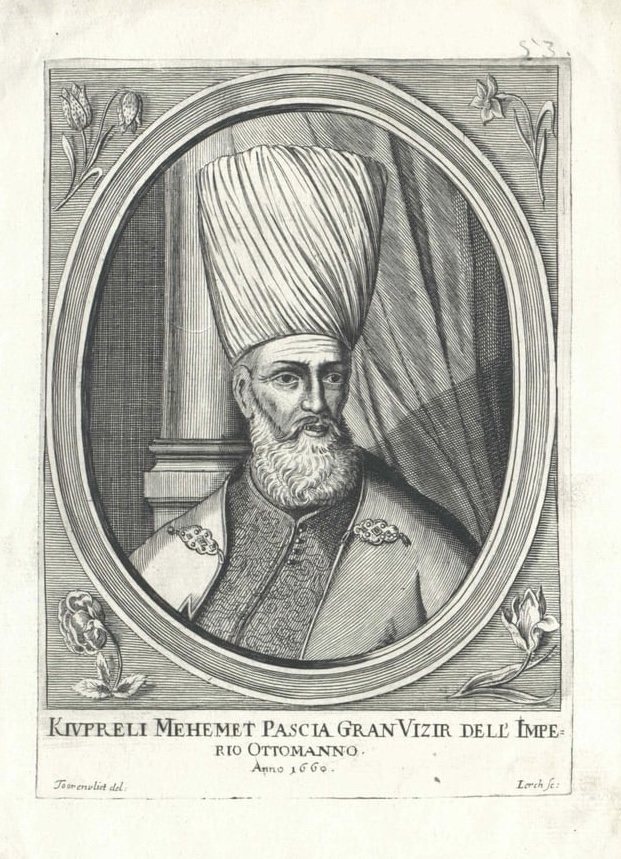
Köprülü Mehmed Pasha (1656-1661) restauró la estabilidad del imperio después del desorden de la década anterior.

En 1656, los venecianos se hicieron con el control de las islas de Lemnos y Tenedos, y establecieron otro bloqueo de los Dardanelos. Esta acción provocó el pánico en Estambul y provocó una nueva crisis política. Ante la necesidad de un cambio de política, Turhan Hatice nombró al experimentado Köprülü Mehmed Pasha como gran visir, quien inmediatamente emprendió un drástico proceso de reforma. Esto implicó el despido o la ejecución de todos los funcionarios considerados corruptos, y su sustitución por hombres leales al visir. Mientras pasaba el invierno en Edirne después de liderar una exitosa campaña de reconquista de las islas, Köprülü extendió su purga a las Seis Divisiones de Caballería, ejecutando a miles de soldados que mostraban cualquier signo de deslealtad. Esta medida provocó una grave reacción, y cuando Köprülü dirigió el ejército en una campaña contra el Principado de Transilvania, muchos de los gobernadores orientales del imperio primero se negaron a unirse a él, y luego lanzaron una revuelta abierta bajo el liderazgo de Abaza Hasan Pasha, exigiendo al sultán que Köprülü fuera ejecutado. Mehmed IV, que ya no era menor de edad, optó por ponerse del lado de su visir y envió un ejército para derrotar a los rebeldes. A pesar de las victorias iniciales de los rebeldes, la revuelta terminó repentinamente en febrero de 1659 con el asesinato de Abaza Hasan.
Köprülü Mehmed murió en 1661, dejando el imperio en una posición militar y financiera mucho mejor que la que había encontrado. Le sucedió en el cargo su hijo Fazıl Ahmed Pasha (1661-1676), siendo la primera vez en la historia que un gran visir traspasa el cargo a su hijo. A Fazıl Ahmed le sucedió su hermano adoptivo Merzifonlu Kara Mustafa Pasha (1676-1683), y es debido a este control ininterrumpido de la familia Köprülü sobre el cargo de gran visir que este período se denomina la era Köprülü.
Los dos sucesores de Köprülü Mehmed fueron administradores muy competentes, y el imperio disfrutó de un notable grado de estabilidad bajo su tutela. Mehmed IV se contentó con permitirles gestionar los asuntos políticos del imperio, pero no fue un gobernante inactivo. Desempeñó un papel importante en el simbolismo y la legitimación imperial, viajando con el ejército en campaña antes de entregar el mando supremo al gran visir. Así, aunque no dirigía directamente el ejército, participaba en las campañas imperiales, por lo que los contemporáneos se referían a él como gazi, o "guerrero sagrado". Bajo el Köprülüs el imperio reavivó su expansión en Europa, conquistando territorios de los Habsburgo, Polonia-Lituania y Rusia, además de poner fin a la guerra con Venecia con la conquista de Heraklion en 1669. El impulso de la expansión territorial bajo los Köprülüs alcanzó su punto álgido en 1683 con la asedio de Viena, que terminó con la derrota otomana.
La derrota en Viena supuso un importante cambio político en el imperio. Como castigo por su fracaso, Mehmed IV ordenó la ejecución de Merzifonlu Kara Mustafa, poniendo fin al indiscutible dominio de los Köprülü sobre el imperio. El resultado fue un periodo de confusión política en un momento en que los enemigos europeos del Imperio otomano se unían. En 1684 los Habsburgo, Polonia-Lituania, Venecia y el Papado forjaron una alianza conocida como la Liga Santa para oponerse a los otomanos, iniciando un período de guerra que duraría dieciséis años.

### Guerra de la Liga Santa

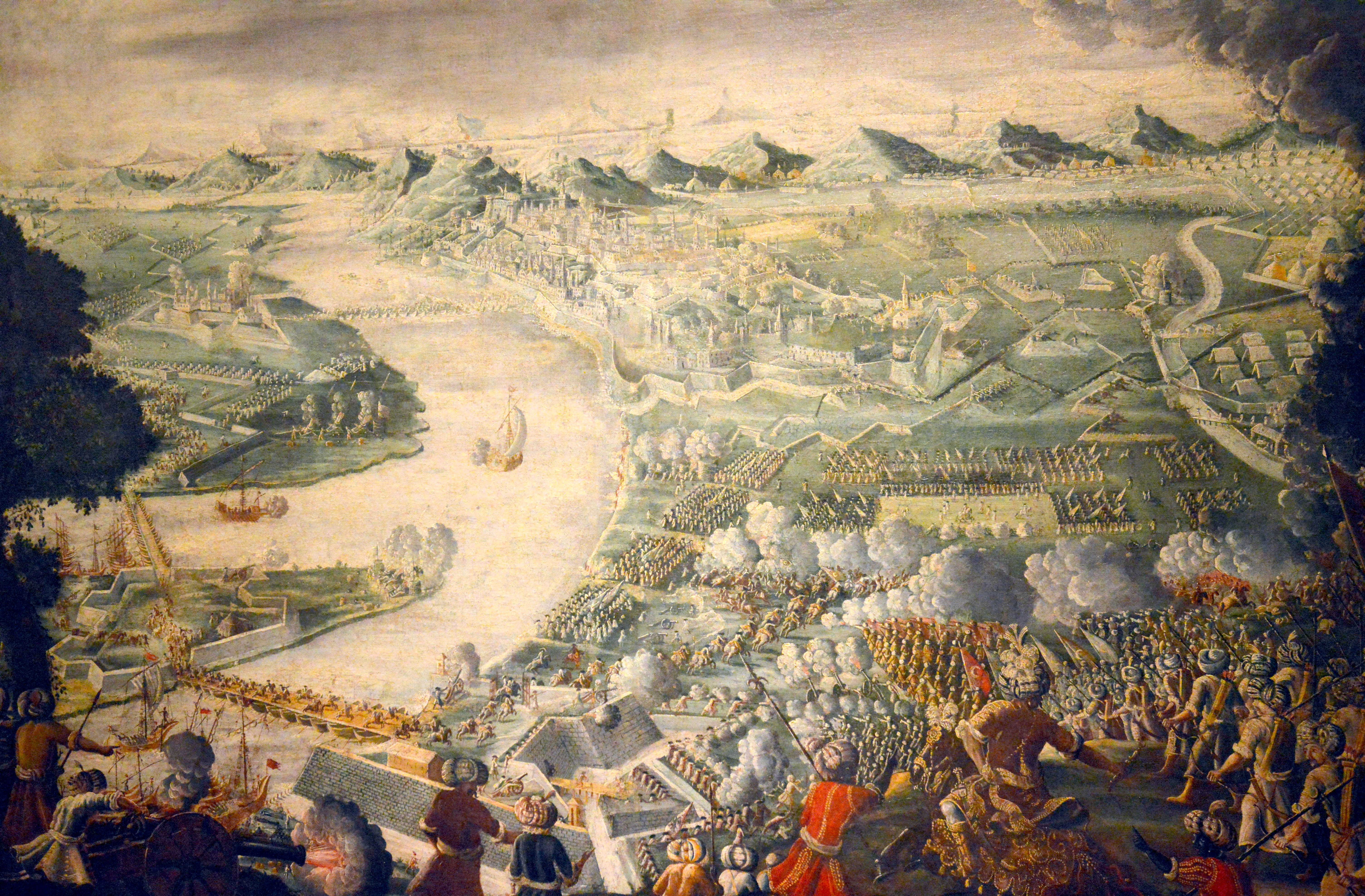
Las fuerzas de la Santa Liga conquistan Buda en 1686.

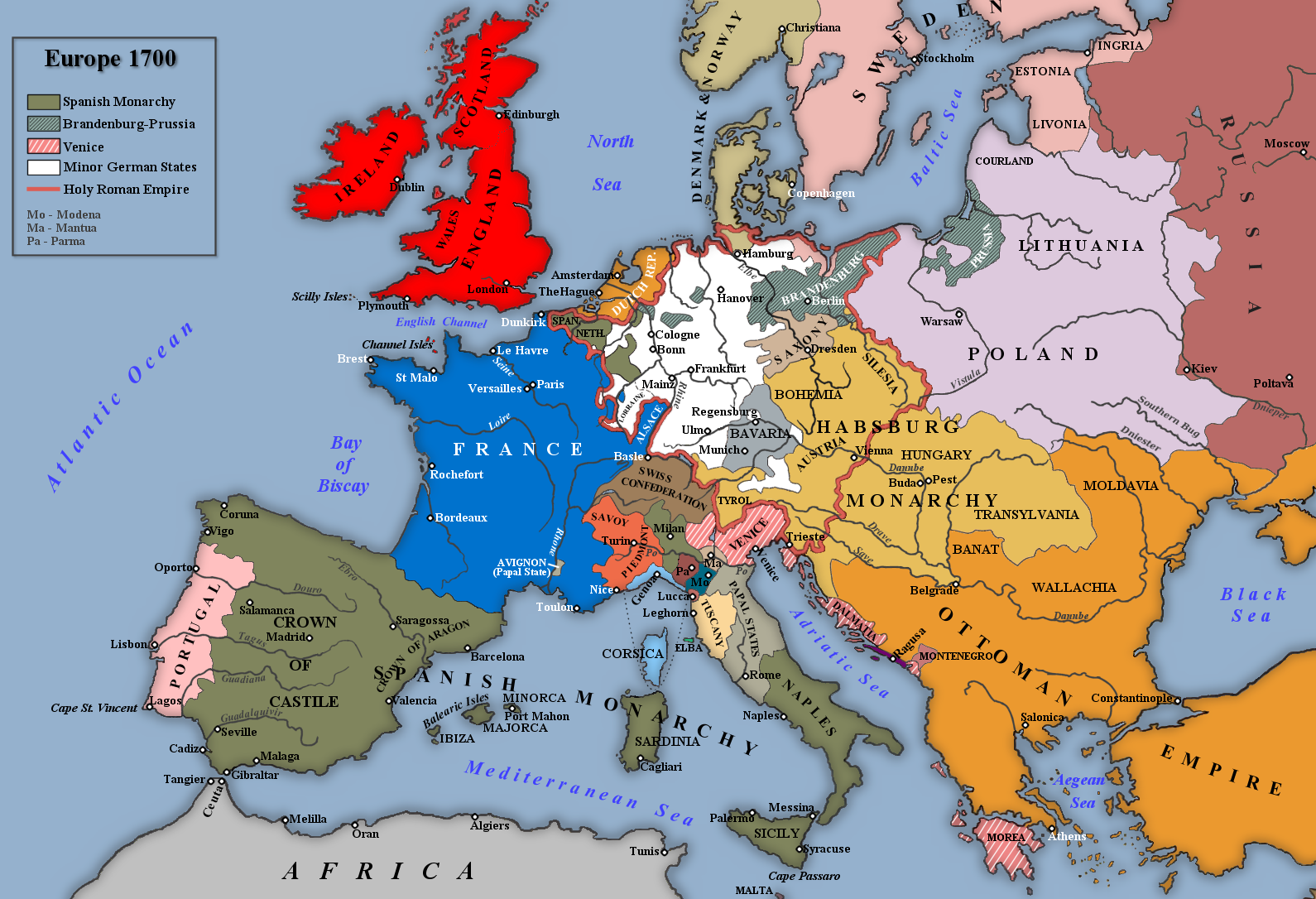
La Europa del que representa las nuevas fronteras occidentales del Imperio otomano tras el Tratado de Karlowitz.

Los conflictos en múltiples frentes pusieron a prueba la capacidad de guerra de los otomanos. El imperio fue atacado simultáneamente en Hungría, Podolia y la región mediterránea, mientras que después de 1686 sus vasallos del Crimeo, que en circunstancias normales apoyaban al ejército otomano con decenas de miles de soldados de caballería, se vieron continuamente distraídos por la necesidad de rechazar la invasión del Ruso. El suministro de alimentos de Estambul se vio de nuevo amenazado por la actividad naval veneciana en el Egeo, lo que contribuyó a la inestabilidad de la capital. En Hungría, los Habsburgo reconquistaron primero Nové Zámky en 1684, antes de dirigirse a Buda. A pesar de resistir un asedio en 1685, no pudo resistir un segundo al año siguiente y capituló ante los Habsburgo, lo que hizo que gran parte del país cayera bajo el control de los Habsburgo. Los otomanos lograron rescatar a Osijek de la captura, pero fueron derrotados en la segunda batalla de Mohács en 1687. Posteriormente, el ejército se amotinó y marchó sobre Estambul, deponiendo a Mehmed IV en favor de su hermano Suleiman II. En medio del caos, los Habsburgo pudieron hacer rápidas incursiones en el territorio otomano, apoderándose de fortalezas como Eger y Belgrado, llegando hasta el sur de Niš. Sin embargo, en 1689 la marea se volvió a poner a favor de los otomanos. En 1688 Luis XIV de Francia había lanzado la Guerra de los Nueve Años, distrayendo la atención de los Habsburgo del frente otomano. Fazıl Mustafa Pasha, un hijo menor de Köprülü Mehmed, fue nombrado gran visir y dirigió el ejército para recuperar con éxito tanto Niš como Belgrado. Lo que siguió fue un largo período de estancamiento, con los Habsburgo habiendo perdido su cabeza de puente al sur del Danubio y los otomanos incapaces de lograr ningún éxito duradero al norte del mismo. Los Habsburgo se preocuparon por la conquista del Principado de Transilvania, un estado vasallo otomano, cuya pérdida los otomanos se vieron obligados a aceptar tras la desastrosa derrota de un ejército dirigido personalmente por el sultán Mustafá II en la batalla de Zenta de 1697. Esta derrota llevó a los otomanos a pedir la paz.
Mientras que las pérdidas territoriales de los Habsburgo se han citado a veces como prueba de debilidad militar, más recientemente los historiadores han cuestionado esta noción, argumentando que las derrotas otomanas fueron principalmente el resultado del gran tamaño de la coalición que se les presentó, y la carga logística de luchar una guerra en múltiples frentes. A esto hay que añadir la inestabilidad política, ya que las mayores pérdidas del imperio se produjeron entre 1684 y 1684, cuando su liderazgo político quedó paralizado primero por la ejecución de Kara Mustafa Pasha y luego por la deposición de Mehmed IV. Posteriormente, los otomanos lograron estabilizar su posición y revertir los avances de los Habsburgo al sur del Danubio.
La presión de la guerra sostenida había impulsado a los otomanos a llevar a cabo una amplia reforma fiscal. Se legalizó y gravó la venta de tabaco, se reformaron las finanzas del waqf, antes inmune a los impuestos, y se examinaron y actualizaron las nóminas de los jenízaros. Lo más significativo es que en 1691 la unidad estándar de evaluación de la cizye pasó del hogar al individuo, y en 1695 se implementó la venta de las granjas fiscales de por vida conocidas como malikâne, lo que aumentó enormemente los ingresos del imperio. Estas medidas permitieron al Imperio otomano mantener la solvencia fiscal durante la guerra, y disfrutar de importantes superávits presupuestarios a principios del siglo XVIII.
La guerra terminó en 1699 con el Tratado de Karlowitz. Sobre el principio general de uti possidetis, los otomanos aceptaron ceder permanentemente toda la Hungría y Transilvania a los Habsburgo, con la excepción de la región del Banato. La Morea fue anexionada por Venecia, mientras que la Podolia fue devuelta a la Polonia-Lituania. Karlowitz fue muy importante para la historia otomana y de Europa del Este en general, ya que marcó el fin definitivo de la expansión imperial otomana. La política exterior otomana en Europa durante el siguiente siglo XVIII fue generalmente pacífica y defensiva, centrada en el mantenimiento de una red segura de fortalezas a lo largo de la frontera del Danubio. El sultán Mustafá II fue derrocado en el incidente de Edirne de 1703, poniendo fin al gobierno del último sultán guerrero otomano, y consolidando la transformación del imperio en un imperio burocrático.

## Otras lecturas

### Estudios generales
- Hathaway, Jane (2008). The Arab Lands under Ottoman Rule, 1516–1800. Pearson Education Ltd. ISBN 978-0-582-41899-8.
- Howard, Douglas A. (2017). A History of the Ottoman Empire. Cambridge: Cambridge University Press. ISBN 978-0-521-72730-3.

### Obras significativas
- Ágoston, Gábor (2014). «Firearms and Military Adaptation: The Ottomans and the European Military Revolution, 1450–1800». Journal of World History 25: 85-124.
- Abou-El-Haj, Rifa’at A. (2005). Formation of the Modern State: The Ottoman Empire, Sixteenth to Eighteenth Centuries (2 edición). ISBN 978-0-8156-3085-2.
- Barkey, Karen (1994). Bandits and Bureaucrats: The Ottoman Route to State Centralization. ISBN 0-8014-2944-7.
- El-Rouhayeb, Khaled (2015). Islamic Intellectual History in the Seventeenth Century: Scholarly Currents in the Ottoman Empire and the Maghreb. Cambridge: Cambridge University Press. ISBN 978-1-107-04296-4.
- Hathaway, Jane (1996). «Problems of Periodization in Ottoman History: The Fifteenth through the Eighteenth Centuries». The Turkish Studies Association Bulletin 20: 25-31.
- Kunt, Metin İ. (1983). The Sultan's Servants: The Transformation of Ottoman Provincial Government, 1550–1650. New York: Columbia University Press. ISBN 0-231-05578-1.
- Peirce, Leslie (1993). The Imperial Harem: Women and Sovereignty in the Ottoman Empire. Oxford: Oxford University Press. ISBN 0-19-508677-5.
- Quataert, Donald (2003). «Ottoman History Writing and Changing Attitudes towards the Notion of 'Decline'». History Compass 1: 1-9.

- Datos: Q28220521